# هوغو تشافيز
هوغو تشافيز (بالإسبانية: Hugo Chávez)؛ (28 يوليو 1954 – 5 مارس 2013)، رئيس فنزويلا الواحد بعد الستين. صار رئيساً للبلاد في 2 فبراير عام 1999. عرف بحكومته ذات السلطة الديمقراطية الاشتراكية واشتهر لمناداته بتكامل أمريكا اللاتينية السياسي والاقتصادي مع معاداته للإمبريالية وانتقاده الحاد لأنصار العولمة من الليبراليين الحديثين وللسياسة الخارجية للولايات المتحدة الأمريكية. يعد شخصية مثيرة للجدل، حيث قاد فنزويلا متحدياً السياسة الأميركية، حيث طبع مرحلة سياسية فريدة من عمر أمريكا اللاتينية، أعادت إلى القارة مدها اليساري وتعاطفها مع قضايا المستضعفين في العالم أجمع. وتشهد ربما الشخصيات المتربعة على رئاسة العديد من الدول في القارة على أن الحالة التشافيزية، التي حاولت الولايات المتحدة وحلفاؤها احتواءها، باتت ظاهرة عصيّة على التدجين. ويقول متابعون إنه كتب وقرأ كثيرا إلا أنه أحب أكثر أن يتحدث، وقد كان تشافيز كان يحب مخاطبه شعبه على الدوام، ويخاطبهم بمعدل 40 ساعة أسبوعيا، ولم يعقد الرئيس الراحل أي اجتماعات روتينية، إلا أنه كان يدعوهم إلى اجتماعات أسبوعية تذاع إما على التلفاز أو الإذاعة. وكان صاحب القميص الأحمر الشهير، الذي وُلِد في 28 يوليو عام 1954 في الكوخ الطيني لجدته روزا إنيز تشافيز في قرية سابانيتا الفقيرة المعدَمة، وفيّاً للفقراء الذين عايشهم في أفقر أحياء بلد يعوم على النفط. فمنذ تسلّمه السلطة بعد انتخابات ديمقراطية في عام 1998، عكف تشافيز على تشكيل دستور جديد للبلاد يستوحي أفكار سيمون بوليفار (1783 – 1830)، محرر معظم دول أمريكا اللاتينية من الاحتلال الإسباني.
كان تشافيز صاحب سجل عسكري متميز مع الجيش الفنزويلي. قام بمحاولة انقلاب فاشلة عام 1992 ضد حكومة كارلوس أندريس بيريز وتوجهاتها الليبرالية الحديثة وأودع إثرها السجن. بعدما أطلق سراحه عام 1994، أسس حركة الجمهورية الخامسة التي تعرف اختصارا ب MVR (Movimiento Quinta República) وهي حركة يسارية تعلن أنها الناطق السياسي باسم فقراء فنزويلا. اختير تشافيز كرئيس للبلاد في انتخابات عام 1998 بسبب الوعود التي أطلقها لدعم فقراء البلاد الذين يشكلون الأكثرية من السكان، كما أعيد انتخابه عام 2006، شن تشافيز حملات عدة في فنزويلا ضد الأمراض والأمية وسوء التغذية والفقر وأمراض اجتماعية أخرى.

## نشأته

### طفولته (1954-1970)

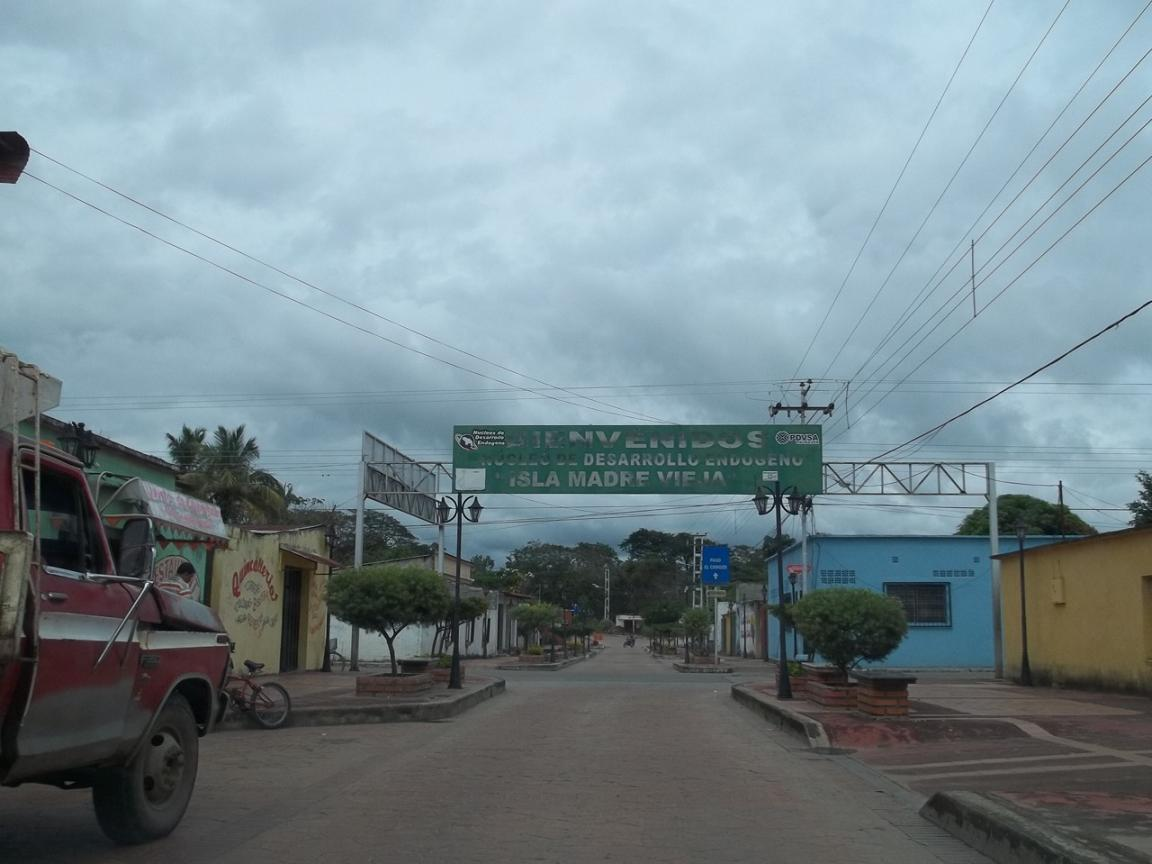
سابانيتا، باريناس، حيث ولد وترعرع شافيز.

ولد تشافيز في الثامن والعشرين من يوليو عام 1954 لعائله متوسطة في بيت جدته من أبيه روزا إنيز تشافيز. وهو بيت فيه ثلاثة شقق يقع في قرية سابانيتا في ولاية باريناس. وواصل تعليمه في الأكاديمية العسكرية بفنزويلا وهوابن 18 عاما قبل أن يلتحق بجامعة سيمون بوليفار في كاراكاس وتزوج من ميرازابيل دو شافيز وله خمسة أولاد. وقام تشافيز بمحاولة انقلاب في 4 فبراير 1992 ضد الرئيس الفنزويلي كارلوس أندريه بيريز، فنجح أولا في السيطرة على جميع البلاد، عدا العاصمة كراكاس، إلا أنه قبض عليه وأدخل السجن وبعد سنتين تمت تنحية الرئيس أندريه بيريز وتولى رافائيل كالديرا السلطة مكانه فخرج تشافيز من السجن وأسس بعض أصدقائه الضباط حركة سرية أطلقوا عليها اسم سيمون بوليفار تيمنا باسم الزعيم الأمريكي الجنوبي الذي كان من أبرز مقاومي الاستعمار الإسباني في القرن التاسع عشر. وفي عام 1997 أسس تشافيز حزبا باسم حركة الجمهورية الخامسة وحظى بمسانده اليساريين والطبقات الفقيرة. وأعلن عن برنامج يركز على مقاومة الفقر والرشوة فحصل على نسبة 56% في انتخابات ديسمبر 1998، وبفوز تشافيز في الانتخابات، أعلن أن فترة 1958-1998 هي فترة الثورة الرابعة وأعلن 1999 هو بدء الثورة الخامسة، ثورة بوليفار، نتيجة استلهام معظم أفكاره الإصلاحية من أفكار بوليفار، وقد تضمن هذا البرنامج العديد من الإصلاحات الهامة، كان من أهمها تغيير اسم الدولة وسن قانون جديد لزيادة فترة الرئاسة إلى 6 سنوات، مع امكانية إجراء انتخابات فورية، يتم فيها الاتصال مباشرة بين الرئيس والشعب.

## أحوال فنزويلا ما قبل تشافيز
تسلم تشافيز السلطة لأول مرة عام 1998 عندما كان 50% من المواطنين في بلاده تحت خط الفقر، بينما كانت هذه البلاد من أغنى الدول النفطية والتي يقدر دخلها ب850 مليون دولار في الشهر، واستطاع أن يحقق نقله اجتماعية ضخمة من خلال التركيز على رفع مستوى المعيشة للمواطنين من خلال تأميم النفط وإعادة توزيع عائداته على المواطنين، ورفع شعارالقضاء على بيوت الصفيح، التي كانت منتشرة في فنزويلا بسبب الحالة الاقتصادية المتردية، وتبنى مشروع إنشاء 200 ألف مسكن اقتصادي توزع مجانا على المحتاجين.
تمتلك فنزويلا أعلى نصيب للفرد من الناتج القومي الإجمالي في أمريكا اللاتينية، ويرى أغلب الشعب أن هذا التناقض بين ما تملكه فنزويلا من ثروه وما يعيشه الشعب من فقرهو نتيجة للطبقة السياسية الفاسدة وتابعيها من رجال الاعمال الذين سرقوا ثروات الدولة، والذين وصفهم تشافيز ذات مره بأنهم يقيمون في شاليهات فخمة حيث ينظمون حفلات دعارة ويشربون الويسكى، لكن معالجة هذا الوضع الشاذ لم يمض سهلا بل كان طريقه ممهدا بالتضحيات والدماء. عندما وصل هوجو تشافيز إلى رئاسة الجمهورية في 1998، تسلم مقاليد بلد ودولة ناقصي التسيس بشكل عميق، ومصابين بالفساد المالي والإداري على نحو خطير.
جرى انتخاب تشافيز على قاعدة رفض هذا النظام القديم أكثر مما انتخب بناء على مشروع سياسي صلب تحمله قوى اجتماعية منظمة قد تكون سندا له على رغم وجود جماهير عريضة مناصرة له. وظهر منذ الوهلة الأولى، أنه ليس في فنزويلا ثورة اشتراكية يقودها هوجو تشافيز، ولكن كان هناك تغييرا جذريا للعقلية السياسية وتنظيمها والوعي الجماهيري، وأن السلطة للشعب، وأن الثورة مستمرة.

## نشاطه الثوري

### عملية زامورا - 1992
محاولة انقلاب فاشلة قام بها عام 1992. كان رئيس فنزويلا آنذاك هو كارلوس أندريس بيريز.

## حلف معاد للتقدم
ولدت الديمقراطية بفنزويلا يوم 23 يناير 1958، مع الإطاحة بديكتاتورية ماركوس بيريز إثر انتفاضة شعبية مصحوبة بعصيان عسكرى. على الجانب المدني، كان الحزب الشيوعي الفنزويلي أنشط الأحزاب في الانتفاضة، فقد قاد الجماعة الوطنية أي تحالف كل الاحزاب المعارضة للديكتاتوريه: العمل الديمقراطي والحزب الشيوعي الفنزويلي. يقول بعض المؤرخين أن الطبقات الأكثر حظا آنذاك هي تلك المتحالفة مع الولايات المتحدة الأمريكية، والتي كانت من مصلحتها أن تطيح بالديكتاتورية التي لا تستجيب بالكامل لمصالحها.
كانت فنزويلا في تلك الحقبة أول منتج عالمي للبترول، كانت المزود الرئيسي بالبترول والمواد الأولية اللازمة للانتشار العسكري الأمريكي للتدخل في أوروبا خلال الحرب العالمية الثانية. كان مجموع صناعة البترول بيد الشركات الغربية لاسيما الأنجلوساكسونية. جاء سقوط الدكتاتوريه بظام سياسي جديد استقر بشكل نهائي مع انتخاب رومولو بوتانكور قائد حزب العمل الديمقراطى بالمنفي. ساند الحزب الشيوعي الفنزويلي ترشيح ولف جانج لارازبال، الذي كان رئيسا بين 23 يناير 1958 وانتخاب بوتانكور في يناير 1959. تزود النظام الجديد بدستور عام 1961، بعد أن تكرس عام 1958 بتحالف الاحزاب الرئيسية الثلاث. قرر هذا التحالف تهميش الحزب الشيوعي الفنزويلي بواسطه ميثاق بونتو فيخو. يتعلق الأمر بنوع من الحكم المشترك بين الاحزاب الثلاثة التي قررت، بمبرر حماية الديمقراطية الناشئة، تقاسم السلطة كيفما كانت نتائج الانتخابات وبموازاة ذلك وقع الاتحاد النقابي الرئيسي مباشرة لمصالحة، اتفاقا مع أرباب العمل يقضي بعدم المساس بالاتفاقات الجماعيه الموروثة عن الديكتاتورية. على هذا النحو، غدا النموذج ناجزا، حيث تقاسمت الأحزاب الثلاث السلطة وتم تهميش العمال بما هم فاعل سياسي بالسطو على الاتحاذ النقابي ويستبعد اليسار.
ينهار ميثاق بونتو فيخو نهائيا مع فوز تشافيز عام 1998، مستفيدا آنذاك من دعم شعبي كبير في معارضته لهذا النظام الذي يسميه علماء السياسة بفنزويلا: نظام شعبوي لتوفيق النخب، وموازاه لإرساء هذا النموذج لم يبق اليسار مكتوف الايدى.كانت أشهر النظم الأولى مهتزه بمطالب العمال والطلال واليسار الثورى بوجه عام، ومنه إلى الحزب الشيوعي الفنزويلي. وسرعان ما اعتبر فوز بوتانكورعام 1958 خيانة. فقد انتخب بناء على برنامج وصوره يساريين (كان عضوا بالحزب الشيوعي لكوستاريكا في سنوات 1930 وشارك بحكومة يسارية بين 1945 و1948، وأكد هذه الهوية السياسية خلال منفاه). لكن سياسته انقلبت لصالح الطبقات السائدة باقتناع أن أي حكومة تقيم قطيعة لن تصمد بوجه الإمبريالية الأمريكية.
وجاءت الثورة الكوبية عام1959 لتكذب هذا الحكم على نحو قاطع. وساعدت على تجذر قطاعات يسارية داخل الحزب الحاكم، حزب العمل الديمقراطى ي، وأعادت الحزب الشيوعي إلى الطريق وأدخلت الصراع الاقليمى بين «الثورة الديمقراطية» الفنزويليه المتعقله المباركة الولايات المتحدة الإمريكية من جهه والثورة الكوبيه موضوع السخرية. كان قمع حكومة بوتناكور لقطاعات من اليسار قد اجبر على نحو ما اليسار الثورى على الحياد عن الطريق الشرعي. كان الحزب الشيوعي أول من قرر النضال المسلح، وتبعته عام 1961 حركة اليسار الثوري، المنشقة يسارا عن حزب العمل الديمقراطى بقيادة قطاع شبابه المتاثر بالماركسية الثورية خلال سنوات العمل السرى.
انشغل قطاع داخل الحزب الشيوعي بالعمل العسكرى بقيادة برافو دوغلاس. وقد انضم إليه عام 1959 زهاء 1890 ضابطا منظمين في جبهه عسكريه. وستقوم تلك الجبهة بمحاولة إطاحة نظام حزب العمل الديمقراطى عام 1962 بمحاولتي انقلاب عسكريتين نظمهما الحزب الشيوعي.
يمثل بروز شافيز على الساحة السياسية عام 1992 نتيجه لاستراتيجية قوى اليسار داخل جيش مكونة أغلبيته من عناصر ذات أصول شعبية تتلقي قسما من تكوينها في الجامعات العمومية مما يجعلها قابلة للتاثر بالفكر الماركسي والتقدمي الذي ينشره بعض الجامعيين والمناضلين الثوريين.

## الالتزام السري لهوجو تشافيز
دخل هوجو تشافيز العسكرى الشاب في طور التكوين، الحركة السرية في نهاية سنوات 1970، بعد استقطابه من طرف أخيه ادان تشافيز، المكلف بعدها بالإصلاح الزراعى بفنزويلا، والذي كان آنذاك مناضلا بحزب الثورة الفنزويليه (PRV)
حزب الثورة الفنزويليه متحدر من حرب الغوار، وقد تزود عام 1962 بجبهة تحريروطنى وقوات مسلحه للتحرير الوطنى بتاثير من اليسار الفنزويلي.عندما دعا الحزب الشيوعى مناضليه عام 1965 إلى وقف النضال المسلح، رفض دوغلاس برافو. وتحولت جبهة التحرير الوطنى-حزب القوات المسلحة للتحرير الوطنى إلى القوات المسلحة للتحرير الوطنى- حزب الثورة الفنزويليه. وعام 1969 قبلت غالبية المقاتلين عفو الرئيس كالديرا.وحافظت مجموعه دوغلاس برافو على رودريغيز- هو مدير شركة البترول الوطنية PDVSA
على حزب الثورة الفنزويليه في حرب الغوار واستانفت عملا سريا داخل الجيش.نشير إلى أن الحزب الشيوعى الفنزويلي، والقوات المسلحة للتحرير الوطنى، وفيما بعد حزب الثورة الفنزويليه، تبنوا على حد سواء برنامجا سياسيا معاديا للاقطاعيه وللامبرياليه، بمنظور متعدد الطبقات . وقد منح هذا البرنامج البرجوازيه الوطنية مكانتها في مشروع النظام الثوري. بنى تشافيز داخل القوات المسلحة ماسيغدو لاحقا الحركة البوليفاريه الثوريه على MBR -200، التي ستصبح اداة الانتفاضة المدنية-العسكرية ليوم 4 فبراير 1992 كانت هذه الانتفاضة، المعروفة أكثر ك «انقلاب»، ردا من الحركة البوليفاريه الثوريه على قمع عصيان 27 فبراير 1998 الشعبي (كاراكازو)، الذي كان حركه عفويه للجماهير المقصيه في فنزويلا ضد جملة اجراءات نيوليبراليه وضعها كارلوس اندريس بيريز . اسقطت قوات الأمن 3000 قتيل على الرصيف .
في الرابع من فبراير 1992 وقف الضابط الفنزويلي الاسمر المقدم هوجو تشافيز امام عدسات الكاميرات ليعلن فشل الانقلاب الذي قاده، ويدعو مؤيديه لالقاء السلاح حقنا للدماء، لم يكن خطابه استسلام، بل خطاب تحد، اكد فيه ان التحرك مستمر من اجل اسقاط الطغمة اليمنية الحاكمة، ماجعل السلطات الفنزويليه آنذاك تندم على طلبها منه توجيه هذا النداء . وبعد ثلاث سنوات ونصف قضاها في السجن، خرج تشافيز ليبدا تحضير نفسه لسباق الرئاسة سنة 1998، وبالفعل استطاع أن يحقق النصر على ثلاثة عشر منافسا، حاصدا 54 في المئة من اصوات الناخبين، بكسبه اصوات أبناء الطبقات الفقيره والمهمشه، الذين يشكلون 80 في المئة من شعب بلد غنى بالنفط والحديد والذهب والالومنيوم، وجرى ذلك بعد أحد عشر عاما من قمع السلطات الفنزويليه للتحركات الجماهيريه احتجاجا على الفقر والبطالة والغلاء والنهب المنظم وسطوة الاحتكارات الأجنبية، والتي سقط فيها ثلاثة آلاف قتيل والاف الجرحى من ساكنى احياء كاراكاس الفقيره، وكانت الدافع وراء انقلاب 1992 الذي رفع شعارى السيادة الوطنية والعدالة الاجتماعية.
انها درامه اميركيه لاتينيه بامتياز، اوصلت تشافيز إلى رئاسة فنزويلا، ومن بعده العامل البسيط لولا داسيلفا إلى رئاسة بوليفيا وتكرر المشهد في بوليفيا ونيكاراجوا دراما تؤشر إلى تحولات عميقه تعيشها المجتمعات الاميريكيه اللاتينيه، بتوجه واسع نحو اليسار، طال أيضا كلا من الارجننين والسلفادور وتشيلى والمكسيك والعديد من الدول الأخرى، وهو مابات يبعث خوفا حقيقيا عند اركان إدارة الرئيس جورج بوش الابن، الذي طالما تعامل اسلافه مع دول اميركا اللاتينيه كمجرد حديقة خلفية للبيت الأبيض، لايمكن أن تشب عن طوق بيت الطاعة الاميريكي.
قبل الدخول في خصوصية الظاهرة التشافيزيه من الضروري الإشارة إلى أن دول أمريكا اللاتينيه مرشحه موضوعيا لاستمرار تنامى حركات قوى اليسار بحكم عاملين رئيسيين: العامل الأول، ان شعوب هذه الدول متحرره من عقدة الموروث السلفي، كونها حديثة التكوين نسبيا، والعامل الثاني، بحكم ظروف نشأتها وتكوينها لم تعرف المجتمعات الاميركيه اللاتينيه صراعات من منطلقات اثنيه أو دينيه أو مذهبيه، بل عرفت صراعا تحرريا واجتماعيا طبقيا وهذا صب في صالح الحركات الديمقراطية واليساريه، يضاف إلى ذلك ارتباط القوى اليمينيه الاميركيه اللاتينيه بالطغمة المالية في الولايات المتحدة، المسئوله تاريخيا عن افقار شعوب هذه الدول بالنهب المستمر والمنظم ودعم أنظمة الحكم الديكتاتوريه العسكرية، المتهمه بالفساد وارتكاب مذابح مروعه . مع ملاحظة انه رغم كل عهود القمع والديكتاتوريه التي مرت بها غالبية دول أمريكا اللاتينيه، الا ان دساتير هذه الدول حافظت على قواعد فصل الدين عن الدولة، وعلى هامش ديموقراطى واسع، شكل سلاحا ماضيا في النضال ضد الديكتاتوريات العسكرية . مهما اختلف الناس بشأن تشافيز، فهم لا يختلفون حول امرين: الشخصية الكارزميه التي يتمتع بها ونزعته الاشتراكية الواضحة . ومن ثم فلا غرابه في كون كون كل متاعب الرجل ومتاعب الناس معه تاتى من هذين المصدرين: طموحه إلى الزعامة والتزامه الاصلاحى . فبقدر ماتمثل سياساته خطرا بالنسبة لمراكز قوى تقليديه عديده داخليه وخارجيه، يضر ميله المفرط إلى الحضور الشخصي بصورته كمصلح اجتماعى وكرجل دوله متميز .

### الفترة الرئاسية الثانية: 2000-2006

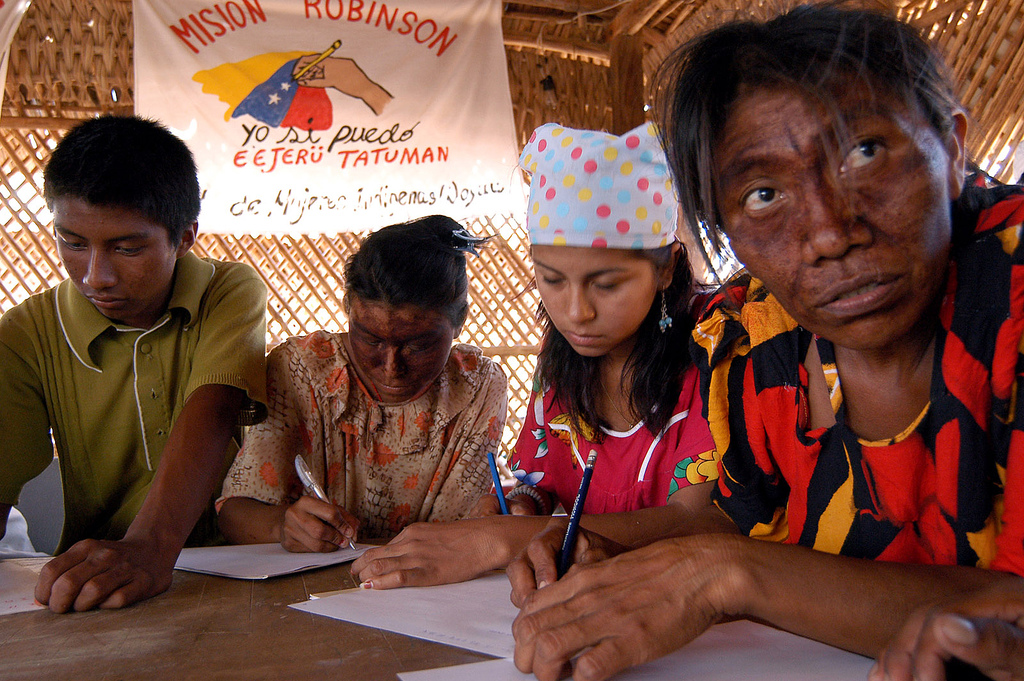
شهدت الفترة الرئاسية الثانية لشافيز سن ما يعرف بالمهمات الاجتماعية، كما يظهر في الصورة. تتعلق هاته المهمة بمحو الأمية في فنزويلا.

#### محاولة الانقلاب والاضرابات والنداء إلى الاستفتاء

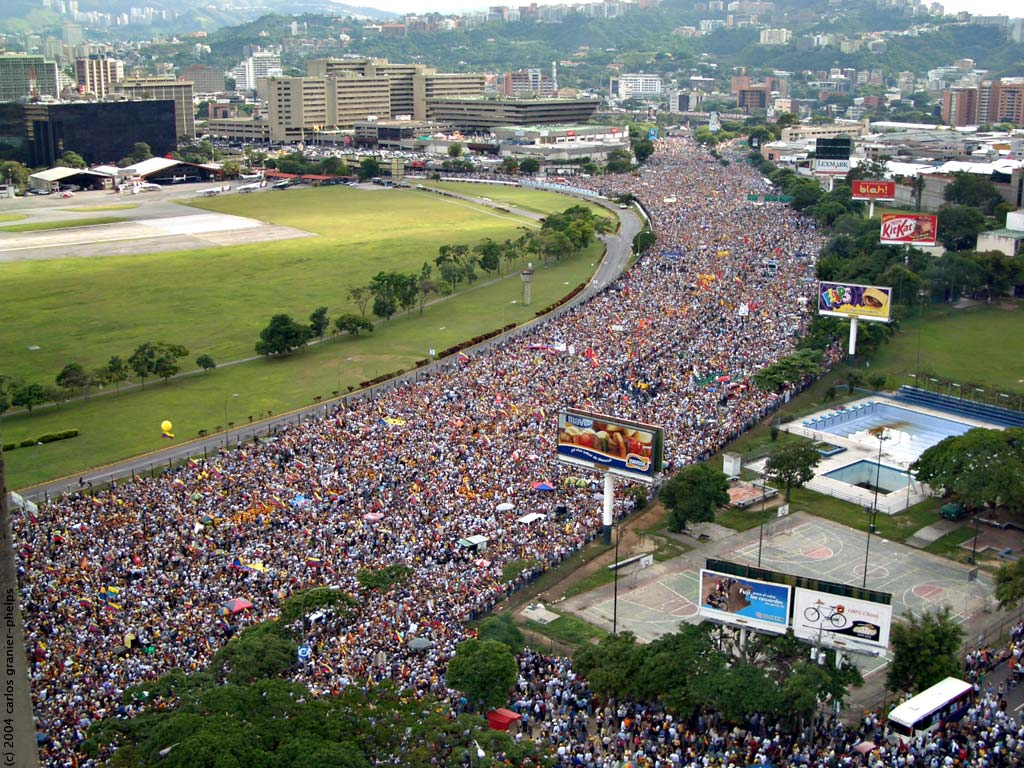
حشود معارضة في استفتاء إقالة هوغو شافيز في العاصمة كاراكاس. كانت نتيجة استفتاء الإقالة الرفضُ حيث عارضه 59% من المستفتين.

## الرئاسة

### الفترة الرئاسية الثالثة: 2006 - 2012
فاز بفترة رئاسية ثالثة لمدة ست سنوات أخرى، وذلك بنسبة 61.35% من أصوات الناخبين، وعلى إثر فوزه بالانتخابات أخذ ثقة البرلمان لتحويل الدولة إلى دولة اشتراكية، وأدى القسم على أن يحول فينزويلا إلى دولة اشتراكية وغيّر اسم الدولة من جمهورية فنزويلا إلى جمهورية فنزويلا البوليفارية، وأعلن شافيز أن المسيح كان أول اشتراكي وبأنه سيسير على خطاه، وقام على إثرها بتأميم شركة الكهرباء وشركة الهاتف. تمت إعادة انتخاب تشافيز رئيسًا لفنزويلا في ديسمبر 2006 بأغلبية ساحقة في الانتخابات لتجديد ولايته رغم عدم رغبة الولايات المتحدة في ذلك. في مايو 2006، تم اختيار تشافيز كأحد أكثر 100 شخصية مؤثرة في مجلة التايم.

#### الحلف البوليفاري لدول أمريكا وبنك الجنوب

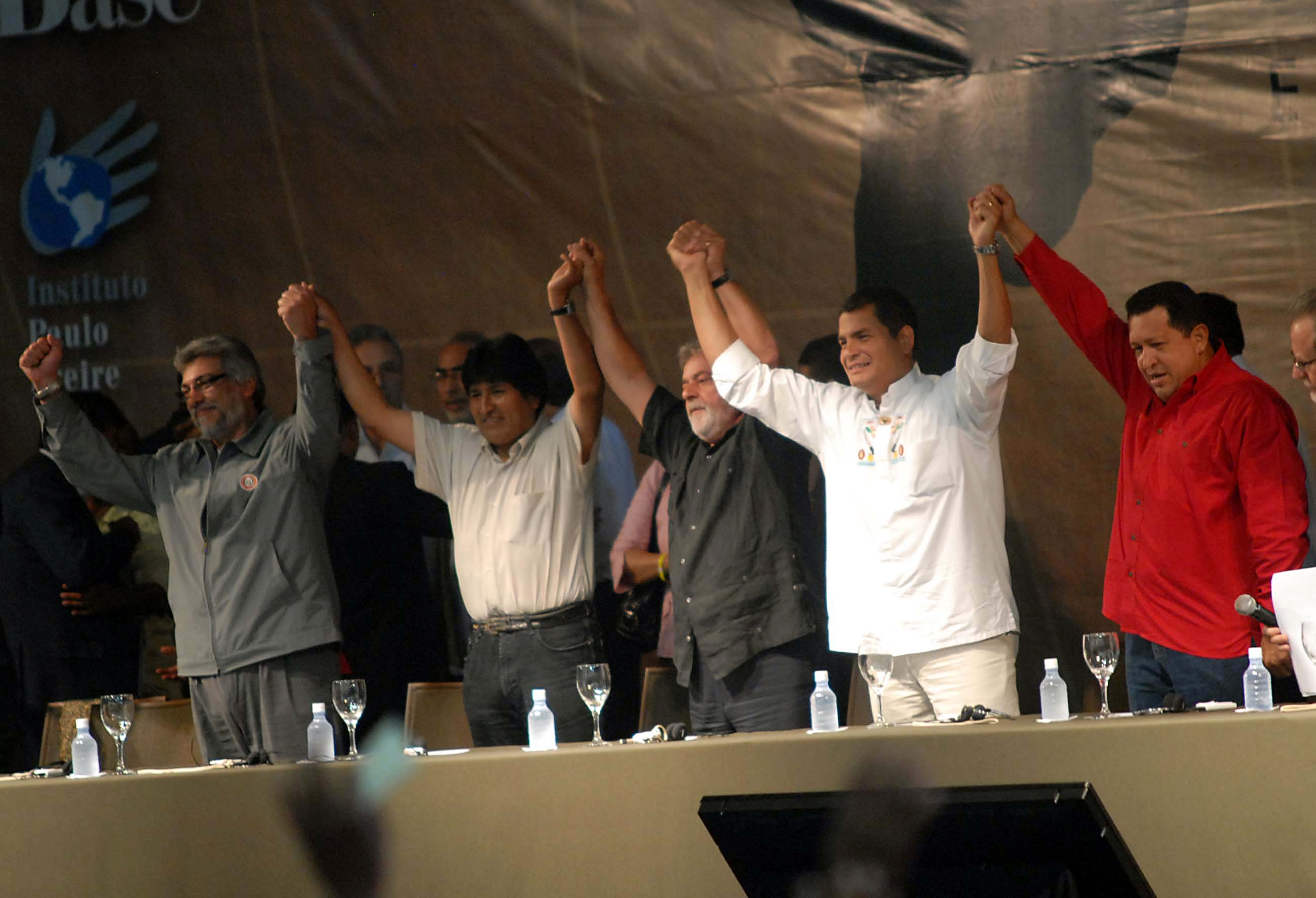
شافيز (في أقصى اليمين) مع رؤساء دول أمريكا اللاتينية اليساريين في عام 2009. من اليسار إلى اليمين: رئيس الباراغواي فرناندو لوغو ورئيس بوليفيا ايفو مورالس ورئيس البرازيل لولا دا سيلفا ورئيس الإكوادور رفاييل كوريا.

### الفترة الرئاسية الرابعة
فاز في الانتخابات الرئاسية التي جرت في 7 أكتوبر 2012 على منافسه إنريكه كأبريليس بفارق حوالي 10% من الأصوات.

## الثورة السياسية
سيفوز تشافيز تباعا بعمليات انتخابيه متعدده . كانت الأولى في ديسمبر 1998 ضد كافة الاحزاب القائمة تقريبا . قرر حزب PPT بضغط من قاعدته وضد ارادة قائده الرئيس آنذاك بابلو ميدينا، مساندة تشافيز كما ساندته الحركة صوب الاشتراكية MAS وهي من دعائم آخر حكومه يمينيه (1998-1993) مما ادى إلى انسحاب أهم قادته، وعارضته كل القوى السياسية الأخرى . لكنه فاز مع ذلك بالانتخابات بنسبة 55% من الاصوات بعد حملة عن كثب لم يشهد الفنزويليون مثيلا لها ابدا.

## مشروع تشافيز السياسي الكبير
يتمثل مشروع تشافيز السياسي الكبير في إجراء اصلاح دستورى تحت شعار : «كل السلطة للشعب». اقتضى تحقيقه التصويت على مجلس تأسيسى باستفتاء . حصل انصار تشافيز في انتخاب هذا المجلس 90% من المقاعد. وكتب الدستور الجديد في اقل من سنه وصادقت عليه اغلبية الهيئة الانتخابيه قبل تجديد كامل الانتدابات الانتخابيه في سنة 2000. حصل تشافيز آنذاك على اصوات تفوق ماحصل عليه عند انتخابه في ديسمبر 1998.

## مزايا الدستور الجديد
تضمن «الدستور البوليفارى» لجمهورية فنزويلا البوليفاريه اجراءات مجدده حقيقة في مجالات عده.
استبدل مفهوم دولة القانون بدولة القانون والعدالة، وادخل مفهوم الديمقراطية بالمشاركة . وأصبح المنتخبون قابلين للعزل وادخل مفهوم التعاونيه العماليه وكذا مفهوم التسيير الذاتى . واعترف بحقوق السكان الاهإلى بما فيها حق تملك الأرض وتسييرها وفق تقاليد اسلاف الشعوب القبكولومبيه (شعوب أمريكا قبل كريستوفر كولومبس) وجرى تحديث الدستور. وتاطر مبدأ حماية البيئة بمقتضيات دستوريه عديدة .
وازيح البترول، بما هو مادة اوليه، من مجال امكان الخصخصة. ومنع وجود قوات أجنبية على تراب البلد. وجاء مبدأ التضامن والاندماج الأمريكي-لاتينى في مكانه جيدة.

## حكم تشافيز
أعلن تشافيز عن مناهضة العولمة، وضرورة وجود عدة محاور واقطاب في العالم، في خطاب سياسى معاد لأمريكا. كما قام باصلاحات اقتصاديه هامه من أبرزها توزيع الأراضي على الفقراء بعد أن كانت في ايدى زمره قليله من المواطنين.
وقد مر الرئيس تشافيز منذ انتخابه رئيسا لفنزويلا بالعديد من الامتحنات الصعبة، اخطرها انقلاب 11 أبريل 2002، الذي استمر لمدة 48 ساعه واسقطته الجماهير الشعبية الفنزويليه، التي حاصرت الانقلابيين في القصر الرئاسي ومعسكرات الجيش ومنعتهم من التحرك ، واعادت تشافيز إلى سدة الرئاسة.
عاد تشافيز إلى القصر الرئاسى وادى اليمين الدستوريه كرئيس لفنزويلا ، وتسلم مقاليد الحكم من نائبه كابيللو في يوم 13 أبريل ، وعقب عودته للحكم وجه تشافيز نداء إلى الشعب دعاه فيه إلى الوحدة ، واعلن بدء حوار وطنى بين الكنيسة والمسؤولين والنقابات والاحزاب السياسية ومدارء وسائل الاعلام الخاصة، واكد في الوقت نفسه انه لن يكون هناك أي نوع من الانتقام أو المطاردة للاشرار.
كما جرت في عهد تشافيز خمسة انتخابات واستفتاءات حاسمه بحضور مراقبين دوليين من الاتحاد الاوربى، ومؤسسة كارتر الاميريكيه . فبعد انتخابه اجرى تشافيز في فبراير 1999 استفتاء على تغير الدستور ، نجح بنسبة 68 في المئة بعدها بستة أشهر تم انتخاب جمعيه تاسيسيه اكملت صوغ الدستور الجديد ، وتم طرحه على الاستقتاء وفاز بما نسبته 80 في المئة، وبعدها الغى كل السلطات المحلية المنتخبه، ليعاد انتخابها على اساس الدستور الجديد، وفي العام 2000 دعا إلى انتخابات رئاسيه مبكره ، وفاز فيها بكثر من60 في المئة لكن احزاب اليمين لم تعترف بنتيجة الانتخابات على رغم تقارير المراقبين الدوليين الذين اشادوا بنزاهتها ، وفي العام2003 وحسب ماينص عليه الدستور قام تحالف اليمين بتجميع مايلزم من الاصوات بغية اسقاط تشافيز من خلال الاستفتاء على استكماله لولايته الرئاسيه ، ورغم الشكوك التي حامت حول صحة التوقيعات قبل تشافيز إجراء الاستفتاء وتم في الخامس عشر من أغسطس 2004، وفاز فيه تشافيز ب56 في المئة، ومره ثانيه لم تسلم غالبية تيار اليمين بالخسارة ، على رغم الشهادات الدولية بنزاهة عمليات الاقتراع . فكان ان أعلن الاضراب الكبير في قطاع النفط ، ونتجت عن ذلك خساره فاقت العشرة

## شافيز والراديكالية اللاتينية
إذا كان صعود الثورة الكوبيه في الخمسينات من القرن الماضي قد شكل تحولا مهما في الخارطة السياسية في أمريكا اللاتينيه لجهة النزوع نحو المزيد من الاستقلال عن الاستعمار بصوره المختلفة ومواجهة الهيمنة الاميريكيه التي غدت ظاهره الانقلابات العسكرية، فان صعود الزعيم هوجو شافيز إلى سدة الحكم في كاراكاس مثل طفره مهمه في الراديكالية اللاتينيه سواء على صعيد نقاء وصفاء الرؤية المعاديه للاستعمار اوتقديم الدعم لحركات التحرر الوطنى، فالامكانات المادية التي يتيحها النفط الفنزويلي وفر فرصة للتكامل مع الخبرات الكوربيه الخاصة في المجالين الطبى والتعليمى كي تقدم نموذجا لتعاون الجنوب-الجنوب، ويشمل: كوبا-فنزويلا-بوليفيا-نيكاراجوا وذلك بعد فوز الزعيم اليسارى دانيال اورتيجا في الانتخابات الرئاسيه التي جرت في نيكاراجوا 2006 وبعدها سوف تنضم الإكوادور

## هيئة الانديز أو التحالف الثلاثي
لم يدخر شافيز جهدا من اجل توحيد النظم الثوريه في القارة اللاتينيه سواء على قاعده ثقافيه وحضاريه أو على جبهة الرفض للنظام الراسمإلى الوحشى وفي هذا السياق جاءت فكرة تاسيس هيئة الانديز كانعكاس لوعى السكان الاصليين باميركا اللاتينيه للخطر المحدق بهم نتيجة الليبراليه. وهم يسعون إلى الاتحاد مع الأنظمة اليساريه في اميركا اللاتينيه مستغلين انشغال الولايات المتحدة بحروبها في الشرق الأوسط وأفغانستان
وكان المؤتمر الأول لهيئة التنسيق الانديزيه لمنظمات السكان الاصليين في اميركا اللاتينيه، عقد أعماله في بيرو، بتوجيه نذاء من اجل تشكيل تحالفات مع حكومات كوبا وفنزويلا وبوليفيا ، وهي تحالفات لا تاتى من عبث، وانما ترتبط بمعاهدة التجارة الحرة مع الولايات المتحدة . وقال الناطق باسم المؤتمر لويس بيتور ان هذا النداء يستند إلى أن تلك الحكومات لديها اقتراحات بديله لمواجهة الليبراليه الجديدة ، تتوافق مع السكان الاصليين اعربوا خلال البيان الختامى للمؤتمر ، عن حقهم في اراضيهم وفي سيادة الشعوب الأصلية لدول الانديز ، كما دعوا إلى وحدة جميع المنظمات الممثلة لهم . وطالب المؤتمر حكومات دول الانديز بالتصديق على الاتفاقية رقم169 لمنظمة العمل الدولية التي تمت الموافقة عليها في عام 1989، من اجل حماية حقوق شعوب السكان الاصليين.
وخلال أعمال المؤتمر ، تم تعيين البيروفي ميجل بالاثين كيسبي على رأس هيئة التنسيق الانديزى ، التي تم تشكيلها خلال الاجتماع الذي عقد في مدينة كوثكو في جنوب بيرو ، واشار بيترو ان مهام كيسبي الذي ينتمى إلى قبائل «كيشوا» والإطار القانونى للهيئة ، سيتم تحديدهما لال اجتماع مجلس السكان الاصليين من دول الانديز الذي عقد في لاباز في خريف 2006.
ومؤتمر هيئة التنسيق الانديزيه لايمكن فصله عن موضوع معاهدة التجارة الحرة مع الولايات المتحدة ، والذي بات في أمريكا اللاتينيه موضوعا سياسيا لا اقتصاديا
وواقع الرئيس الفنزويلى المعارض لواشنطن هوجو شافيز يختلف عن الدول الباقية ، باعتبار ان موارده النفطيه التي لايتردد في بيعها للولايات المتحدة ، تغنيه عن الحاجة إلى استقطاب الرأس مال الدولى .
وتمتزج المعارضة في بوليفيا والبيرو والإكوادور بموضوع السيادة ، وتتناغم مع صعود الحركة الهندية في جبال الانديز. وثمة رابحان وخاسران في المعاهدة .
على سبيل المثال في الزراعة الكولومبيه ، الزهور والفاكهة الاستوائية هي قطاعات الربح مع المعاهدة، فيما قطاعات القمح والذرة تسر. ويرجح ان المعاهدة مع كولومبيا ستجعل بوليفيا تخسر تصدير الصويا إلى هذا البلد.
والواقع ان شافيز يقود طه للتنسيق بين سبع دول لاتينيه في اتجاه تجمع لاتينى يحقق التكامل الاقتصادى نظرا لتنوع الامكانات والخبرات والثروات المعدنية في البرازيل وبوليفيا وتشيلى والأرجنتين والمكسيك وفنزويلا اما كوبا فالتعاون معها يمضى عبر برنامج تعاونى يتضمن مقايضة النفط الفنزويلى مقابل الخدمات الطبية والتعليميه التي تقدمها كوبا إذ تتسلم كوبا نحو 90 الف برميل من النفط الخام الفنزويلي يوميا مقابل تقديم كوبا «لجراحة عيون» لنحو مائه الف فنزويلي ، كذلك تدرب كوبا نحو 40 الف طبيب فنزويلي ، كما سوف تقدم كوبا 20 مستشفي ميدانيا للمناطق الفقيره في فنزويلا ، وقد شاركت كوبا بالاضافه إلى ماسبق في برنامج محو الاميه في فنزويلا بالاستناد إلى نجاحها الرائد في هذا المجال ، الأمر الذي اذى إلى اعلان فنزويلا بلدا خاليا من الاميه في عام 2005 وجرى الاتفاق على تكرار البرنامج مع بوليفيا
نصائح ارهابيه

## اثنار يحاول إقناع تشافيز بالخيانة
«يتوجب عليك نسيان موضوع الدول الفقيره في العالم، يتوجب عليك نسيان الدول الافريقيه الفقيره التي فوتت قطار التاريخ والمحكوم عليها بالزوال ، يتوجب عليك ركوب قطار المستقبل، والابتعاد عن الرئيس الكوبي فيدل كاسترو»
تلك النصائح التي وجهها رئيس وزراء إسبانيا السابق ، خوسيه ماريا اثنار، إلى الرئيس الفنزويلي هوجو تشافيز
لقد وصف تشافيز صاحب هذه التصريحات بالمعتوه والفاشى والنازى (بتاريخ 19-5-2005) ولكن نطق الرئيس الاسبانى اليمينى السابق بمجرد قناعات شخصية؟ هل كانت كلماته في اذنى الرئيس الفنزويلي تعكس نوايا وسياسات حكومته فقط؟ ولماذا توجه بنصائحه الفظيعه إلى رئيس يسارى، وهي من النوع الذي لايقال في صفوف اليمين بالذات الاهمسا ، بل بمجرد الاشارات والغمزات؟
ان مثل هذه النصائح الاحاديه لاتقال ابدا ، بل يطلق عكسها ف الاغلب ويعمل بمضمونها دون أن تقال !
ولكن، كما يبدو ، فان اقوال الرئيس الاسبانى السابق تدل على فقدانه الحذر في لحظه لاندرى ماطبيعتها! ولعله لم يقم وزنا لما قد يترتب على حدسث ثنائي غير رسمي على الاغلب ، وبالتالي فهو لا يشكل وثيقه دامغه ، بل يمكن التنصل منه أو انكاره بكل بساطه ! اما لماذا هذه المخاطرة مع تشافيز اليساري فان السبب يعود بلا ريب إلى النفط الفنزويلي !لقد أراد اثنار اغراء تشافيز بالخيانة كونه مؤتمن على ثروة شعبه النفطيه الهائله ، أي ان يخون شعبه والشعوب الأخرى ، ويلتحق بنادى الاغنياء العالمى ، وبقطار الشركات الالف المتعددة الجنسية التي تقف خلف الحكومات والسياسة الدولية
ان نصائح اثنار لا تعكس قناعته وحده ، بل قناعات النظام الربوى العالمى ، وهو كان يرجو، ولابد، في حال نجاحه في اقناع تشافيز بالخيانة ، تحقيق مكاسب خاصه لشخصه ولبلده
غير ان اثنار نصح تشافيز بالابتعاد تحديدا عن الرئيس الكوبي ، فلماذا هذا الإلحاح على مقاطعة الجزيرة الصغيرة وشعبها الصغير ، الصامد باباء تحت حصار اميركي محكم لا يطاق منذ أكثر من اربعين عاما
واى خطر تشكله كوبا على النظام الربوى العالمى ، بامكاناتها البشرية والاقتصاديه والعسكريه المتواضعه ؟ الواقع هو ان كوبا تنهض منذ عقود طويله بقواها الذاتية كتجسيد لارادة الحياة الامميه والكبرياء الاممى . انها نعبر عن امل لم يمت ، وثقه لم تتزعزع ، بمستقبل كريم للبشريه جمعاء. انها الدولة الصغيرة المحكومه بالإعدام ، والمستعصيه على محاولات تنفيذ حكم الكاوبوى! ان صمودها هو العزاء لما اصاب بعض الدول الافريقيه المدمره التي اشار إليها اثنار ، وهو مايبقى الباب مفتوحا امام الامل البشري بالخلاص ، وهنا نتساءل: ترى، الم ينصح اثنار رئيس فنزويلا بالكف عن تاييد العراق ضد الاحتلال؟ الم ينصحه بالتوجه للكيان الصهيونى وتوثيق الصلات معه إلى حد الموافقة بحماسه على الحرب الاباديه ضد العرب؟ ان اقامة اوثق الصلات مع الكيان الصهيونى إلى حد العمى من جهه ، والابتعاد عن كوبا إلى حد القطيعة التامه من جهه أخرى ، هما عربون الولاء للشركات الالف ولراس الافعى الاميركيه ، التي حكمت على كوبا بالإعدام وهي تمتلم اصلا جميع شروط النهوض والحياه الطبيعية ، وحكمت للكيان الصهيونى بالوجود وهو الذي لايمتلك اصلا ايا من شروط الحياة الطبيعية ! ان هذا مايؤكده قول اثنار بان الدول الفقيره محكوم عليها بالاختفاء من الوجود ، أي ان النموذج الإسرائيلي يجب أن يسود والنموذج الكوبى يجب أن يزول!

## بوليفيا عكس الريح والشراع التشافيزى يساعدها للوصول للبر الأمن
منذ اللحظة الأولى التي اعقبت اعلان فوز ايفو موراليس
بمنصب رئيس جمهورية بوليفيا ، اثر انتخابات شعبيه ، حصل الزعيم البوليفي الشاب بنتيجتها على اكثريه ملفته ، كبر الحديث عن تحول نحو اليسار ، ليس في بوليفيا فقط وانما أيضا في عدد من دول أمريكا اللاتينيه . فما الداعى إلى ذلك ولماذا؟
في الواقع ، ايفو موراليس ليس سوى الواجهة الأخيرة المرئية من سلسلة تحولات يعود تاريخها إلى خمسة قرون مضت ، وتحديدا مع بدء تنامى القوة السياسية ، والثقافيه والايدولوجية الهندية ، تؤكد تلك الأحداث والتطورات الأخيرة التي شهدتها بعض دول اميركا اللاتينيه ، وادت في جملة انتصاراتها إلى وصول زعامات يساريه إلى رئاسة البلاد ، ولتباشر تنفيذ مشروعها الوطنى-الاقليمى ، متخطيه مفهوم اليساري (السوفياتى) الذي ساد ابان عقود الحرب الباردة بين واشنطن وموسكو من جهة ، وايضا لا يقارب (المشروع) في أي حال النظام العالمى الجديد الذي يجعل من الولايات المتحدة روما الجديدة .
ويبدو منذ وصول لولا إلى رئاسة الجمهورية البرازيليه ، والولايات المتحدة تعانى من تصاعد نفوذ اعدائها الوطنيين اليساريين في اميركا الجنوبية، التي تشكل جغرافيا (حديقتها الخلفية)، والفوز الذي حققه ايفو موراليس ونائبه الفا روليفيرا في الانتخابات البوليفيه ، حمل كابوسا آخر للرئيس الأمريكي جورج بوش ، يضاف إلى كوابيسه السابقة في كوبا وفنزويلا والبرازيل وكوابيسه اللاحقه في نيكاراجوا والإكوادور.
ويبدو ان وصول موراليس صديق كاسترو وشافيز ولولا، إضافة إلى رموز اليسار في اميركا الجنوبية ، إلى السلطة ، سرعت مسيرة المنطقة إلى اشتراكية وطنيه ترتكز إلى تراث أبنائها وتاريخهم وثراوتهم ، وحققت أجمل انتصاراتها في الانتخابات الرئاسيه في جمهورية تشيلى ، وفوز الطبيبة اليساريه ميشال باشويه بالرئاسة.
ان مايمكن قراءته من خلال هذه الانتصارات (الثوريه) المتلاحقه في أمريكا اللاتينيه ، هو ان معظم دول هذه المنطقة ، حققت حلاصها من الهيمنة والسيطرة الاميريكيه ، بل باتت تشكل طوقا ضد كل ماهو أمريكي وبالتإلى فان هذا النوجه اليسارى للمنطقه ، ذات الموارد الطبيعية والبشرية الضخمة ، بات يقلق واشنطن كثيرا فهي تخشى على مصالحها الاقتصادية والسياسية ، وعلى نفوذها في المنطقة من خلال قيام تحالفات يساريه قويه بين الاميركيتيت اللاتينيه والوسطى تجمع محمور البرازيل ، الأرجنتين، كوبا ، فنزويلا وصولا إلى تشيللا وبوليفيا ونيكاراغوا والإكوادور، ما يفقد الولايات المتحدة موقعها وتاثيرها الكبيرين اللذين توفرا لها منذ عقود طويله .

## تأميم الغاز.. حلم الفقراء في بوليفيا والدعم التشافيزي له
تدخل عملية تاميم قطاع الغاز في بوليفيا في اطار التعاون الأمريكي- اللاتينى في مجال«البنية التحتيه» إذ لم يتم توزيع فائض الغاز الطبيعى البوليفي في البرازيل بواسطة شركة «بتروبراس» البرازيليه الرسمية حيث يلبى 80 في المائه من حاجات مدسنة ساو باولو عاصمة البرازيل الاقتصادية ، كما تحتاج الأرجنتين إلى الغاز البوليفي لتلبية حاجات نموها الاقتصادى بواسطة شركة «ريب سول» الإسبانيه-الارجنتينيه ، وقد اقترح رؤساءالبرازيل والأرجنتين وفنزويلا مع الرئيس البوليفي على الدخول كشريك في مشروع شبكة انابيب الغاز التي سوف تمتد من فنزويلا إلى البرازيل والأرجنتين ، والذي يعتبر من أطول خطوط الغاز في العالم ، إذ يمتد لمسافة مائة كيلو متر ، ويساعه على تحقيق الاستقلال الاقليمى في مجال الطاقة ، ويمكن له توليد مليون فرصه توظيف وفق التقديرات الفنزويليه.
سارع شافيز، بعد تأميم الرئيس البوليفي الغاز والبترول في عيد العمال أول مايو سنة 2006، لمساعدة الرئاسة الجديدة التي تعرضت لهجمه اعلاميه من أجهزة الاعلام الاميركيه ، وعلى رأسها صحيفة (وول ستريت جورنال) التي تعكس آراء الاحتكارات البتروليه.
وقدمت فنزويلا المساعدات الاتيه :
- استثمارات في مشروعات بتروليه حوإلى 1.5 مليار دولار
- 200 الف برميل من البنزين والمنتجات البتروليه شهريا باسعار مخفضه لبوليفيا ويتم سداد ثمنها بمنتجات زراعيه بوليفيه ، وعلى رأسها فول الصويا.
- 500 منحه دراسيه لطلبه بوليفيا للدراسه في فنزويلا.
- 140 مليون دولار كقرض لمساعدة ايفو موراليس لتنفيذ وعده بتوزيع أراضي الدولة واستصلاح الأراضي القاحله وإعادة تشجير الغابات ضمن مشرع للإصلاح الزراعى وتوزيع الأراضي على فقراء المزارعين .
- تقديم الخبراء في حقول صناعة الصلب والصناعات البتروليه الا ان تأميم البترول والغاز البوليفي اثار غضب البرازيل التي استثمرت حوإلى 1.5 مليار دولار في إنشاء خط لنقل الغاز البوليفي للبرازيل ، واثار إسبانيا والأرجنتين اللتين كانتا تستثمران في صناعة الغاز البوليفي . وقد سارع شافيز يوم 11 مايو 2006 إلى بوليفيا ، واعلن تاييده لسياسة التاميم ، وصاحب موراليس إلى الأرجنتين في مدينة (اجواسو) حيث تم لقاء قمه بين رؤساء الأرجنتين والبرازيل وبوليفيا وفنزويلا بترتيب من شافيز.

كان الرئيس لولا البرازيلى والرئيس نستور كرشنز الأرجنتيني قد اجتمعا يوم 11 مايو لبحث مشكله تأميم بوليفيا للشركات العاملة بها في حقل الغاز والبترول ، الا ان موراليس وشافيز استطاعا ان يطمئنا الجميع ، وعقد في مدينة اجواسو الارجنتينيه قرب الحدود البرازيليه اجتماع رباعى صدر عنه بيان يوم 12 مايو قرأه الرئيس الارجنتينى ، واذاعته ال C:N: N وتضمن :
-	ان الرؤساء الأربعة لدول البرازيل والأرجنتين وبوليفيا اتفقوا على سياسة واحده ، مقتضاها ان التكامل عنصر مهم من اجل مصالح واتحاد شعوب المنطقة .
-	اهية وصول الغاز وضمان استمرار وصوله إلى المستهلكين بما يحقق مصلحة المنتجين والمستهلكين .
-	اتفق الرؤساء على تأييد بوليفيا التي وافقت على المشاركة في إنشاء مشروع خطوط غاز يصل طولها إلى 9000 كيلو متر بتكلفة 20 مليار دولار لتوصيل الغاز إلى البرازيل والأرجنتين ، وتعبر إلى بارجواى واوروجواى ، باعتبار ان بوليفيا ثاني دوله منتجه للغاز بالمنطقة بعد فنزويلا.
ولم تقتصر مساعدات فنزويلا البتروليه على كوبا وبوليفيا ، بل امتدت لكل دول اميركا اللاتينيه بسعر اقل من السعر العالمى لرغبته في دعم هذه الدول في ازمة ارتفاع سعر البترول وكسب ودها ضد محاولة أمريكا للهيمنة على القارة . وقد قدمشافيز استثمارات وقرضا للأرجنتين التي بضائقه اقتصاديه ، ولم تقف أمريكا إلى جانبها في الازمه، بينما تقدمت فنزويلا باستثمارات في مشروعات بتروليه مشتركه سنه 1999 بالاضافه إلى تقديم منتجات بتروليه بسعر مميز .
وهو مافعله تشافيز بالنسبة للإكوادور التي الغت اتفاقها في مايو 2006 مع شركة ويسترن اويل الاميركيه ، بما يشبه التأميم ، واوقفت اميركا اتفاقية التجارة الحرة مع إكوادور واعلن وزير الاقتصاد الاكوادورى -الذي سافر لكراكاس لطلب المساعدات- انه يتوقع مقاطعة اميركا لبلاده ، وان زيارته جاءت لتاكيد مساعدة فنزويلا لهم في الازمه ، وللوقاية من تعسف اميركا بعد الغائها اتفاقيه التجارة الحرة والتسهيلات التي كانت تقدم للإكوادور .
كما قدم تشافيز مساعدات وبترولا رخيصا لتشيلى بعد انتخاب ميشيل بكلت اليساريه رئيسة جمهورية شيلى في يناير 2006 وهي أول سيده تصل لرئاسة شيلى ، وكانت إحدى ضحايا بينو شيه ديكتاتور تشيلى السابق وتدفقت مساعدات شافيز على جواتيمالا وغيرها من الدول اللاتينيه.

## كولومبيا ضلع في المؤامرة الأمريكية
لقد نجح تشافيز في نزع فتيل الازمه التي حاولت واشنطن تغذيتها بين فنزويلا وكولومبيا على الحدود بين البلدين الجارين في منتصف ديسمبر 2004 وسارعت على خطى الازمات الحدوديه السابقة بين بوجوتا وكاراكاس، ووصلت إلى حد سحب السفيرين، وقطع العلاقات التجارية وتبادل الاتهامات من العيار الثقيل
وفي 16 فبراير 2005 عقد اجتماع في كراكاس انتهي بتعهدات وديه لطى صفحة الازمه ، والاتفاق على برنامج امنى مشترك لحماية الحدود المشتركة والممتده لمسافة 1400 كيلو متر ، والتعاون في مجال مكافحة الإرهاب بكل اشكاله .
وبات واضحا دور السفارة الاميركيه في بوتاجوا ، عاصمة كولومبيا في تغذية الازمه ، ومحاولة دفع الحكومة الكولومبيه لاثارة مشكلات لاشغال وارهاق الزعيم الفنزويلي ، ومنعه من تنفيذ برامجه الثورية، بدعوى ان شافيز فتح معسكرات لايواء عناصر منظمة (فارك) المعارضة للنظام الكولومبى.
ولم يعد هناك أدنى شك في ان الولايات المتحدة تزداد يوما بعد يوم رغبه في التخلص من شافيز الذي لم يترك مناسبه الا واعلن فيها تحديه للولايات المتحدة وجاهر بمعارضته لسياساتها ومصالحها ، سواء داخل منظمة (اوبك)
أو فوق منصات التنديد بعلاقات اميركا السياسية والاقتصاديه بدول فنائها الخلفي ، أو خلال زيارته العلنيه إلى النظام العراقي السابق ، والنظام الليبى السابق قبل ان يبدا الاخير مصالحته مع الغرب.
وبالطبع فان اخشى ماتخشاه واشنطن يكمن في محور تشافيز-كاسترو، وذلك المحمور الذي ضخ دماء الحياة في جسد زعيم كوبا المحتضر وضخ البترول الفنزويلي في جسد القطاعات الكوبيه المختلفة ، واثار القلق الأمريكي الاعظم من اتساع نطاقه ليشمل عددا آخر من الدول اللاتينيه المستعده لنيل عضوية المحمور بفضل زياده المد الأحمر فوق اراضيها ومعاناة مواطنيها من ويلات الازمات الاقتصادية والاجتماعية الطاحنه والتجارب الديمقراطية المشوهه.

## السياسة الخارجية لفنزويلا
خارجيا يعمل شافيز على احداث تغيير نوعى في السياسة الخارجية ، فقد اعاد الحيوية لمنظمة الدول المصدرة للبترول (اوبك)، كما سعى لبناء روابط مباشرة مع الدول الأخرى المصدره للبترول خارج اوبك مثل روسيا والوصول لاسواق جديده مثل الصين ؛ للتقليل من أهمية السوق الاميركيه كاكبر مشتر للنفط الفنزويلى . وتنظر فنزويلا إلى الولايات المتحدة في الوقت الراهن باعتبارها التهديد الرئيسي لاجندتها الخارجية والاسئله التي تطرح نفسها الآن هي: إلى أي مدى تشكل السياسة الخارجية البوليفاريه لفنزويلا قطيعه تاريخيه مع الماضي ؟ ومامدى أهمية هذا التحول ؟ وهل يمثل تهديدا لمصالح الولايات المتحدة؟
ان الأهمية الاستراتيجيه لفنزويلا ظهرت فقط وبشكل حقيقي بعد اكتشاف النفط في عام 1914 . ومنذ الحرب العالمية الثانية راهنت فنزويلا على دورها كمزود بارز للنفط للاسواق العالمية ، وعلى حضورها الدبلوماسي لمتابعة مصالحها القومية . وقد ساعد النفط فنزويلا هلى لعب سياسة خارجيه قويه؛ فعند ارتفاع اسعاره في السبعينات شاركت في مجموعة عدم الانحياز وانتقدت السياسة الاميركيه بالقارة، ودعمت علاقاتها مع كوبا ، ولعبت دورا نشطا في اجراءات الأمن الاقليمى بالقارة، ورغم انها لم تعترض في كثر من الاحيان على ماتبغيه الولايات المتحدة من دمقرطه في الكاريبى وأمريكا اللاتينيه ، فانها كانت تقتنع بان استقرار المنطقة له الاولويه على الاجنده الاميريكيه .
السياسة الخارجية الفنزويليه اخذت منحى آخر منذ وصول شافيز الحكم، واستخدامه لمصطلح «البوليفاريه»؛ حيث يسعى شافيز إلى الدفاع عن الثورة في فنزويلا وتشجيع دور قيادى مستقل لبلاده في أمريكا اللاتينيه ومعارضة العولمة والسياسات الاقتصادية الليبراليه الجديدة ، واخيرا العمل على نشوء عالم متعدد الاقطاب يمكن من خلاله مواجهة الهيمنة الاميركيه.
لذا شهدت فنزويلا نمطا متغيرا يقوم على التقارب المتزايد مع اعداء الولايات المتحدة التقليديين مثل كوبا وإيران ومتحديها المحتملين مثل روسيا والصين ، وهذا يزعج الكثيرين داخل مؤسسة السياسة الخارجية الاميركيه خاصة بعد تشكك فنزويلا في الحرب العالمية على الإرهاب ومعارضتها الرسمية للحرب في العراق .
وقد كان الهدف الأول لسياسة شافيز الخارجية هو ضخ حياه جديده في شرايين اوبك وقد نجح تماما في ذلك ، رغم انه لم يستفد كثيرا بالطلب المتزايد على الطاقة في الصين والهند والدول الغربية ، كما مد شافيز يديه للاعضاء الآخرين في اوبك اللذين تعاديهم واشنطن مثل ليبيا وايان والعراق قبل اطاحة صدام حسين .
شافيز انفق قدرا كبيرا من الوقت لبناء علاقات مع روسيا والصين ، الأولى بسبب طاقتها الانتاجيه البتروليه المهمة ، والثانية بسبب كونها مستهلكا كبيرا محتملا لصادرات فنزويلا من الطاثه . وبعيدا عن الطاقة ، فان الدولتين شريكتان اساسيتان لفنزويلا في سياستها الخارجية البوليفاريه لانهما يمثلان مصادر بديله للتكنولوجيا والعتاد العسكرى ، وفي ذات الوقت فان قراراتهما بالتعاون مع فنزويلا من غير المحتمل ان تخضع وتتاثر بالاعتراضات الاميريكيه .
ويرى المراقبون ان الهدف المنطقى من هذه السياسة هو تقليل اعتماد فنزويلا السياسي والاقتصادى والعسكرى على الولايات المتحدة . وهنا يقول مسؤول فنزويلى سابق «علينا ان نتذكر ان فنزويلا من الصعب عليها الهروب من صلاتها بالولايات المتحدة ، لماذا؟ لان المصافي القادره على معالجة المنتج الخام في فنزويلا توجد كلها تقريبا في الولايات المتحدة»
وداخل القارة اللاتينيه ، سعت فنزويلا لحشد الدعم من اجل سياسات ومؤسسات اقليميه تستثنى الولايات المتحدة.و تمثل منطقة التجارة الحرة للامريكتين التي ترعاها الولايات المتحدة إحدى نقاط الاحتكاك والخلاف . كما عمل تشافيز على اقامة تحالف لشكات البترول المملوكه للدوله في دول أمريكا اللاتينيه لتشجيع تكامل اقليمى في قطاع الطاقة .
ويشكل مشابه اقترحت حكومة شافيز خلال اجتماع وزراء دفاع نصف الكره الغربي2000 تكامل جيوش أمريكا اللاتينيه ، واقامة حلف دفاعى اقليمى بدون مشاركة الولايات المتحدة ، وكذا علقت فنزويلا كل ارتباطاتها العسكرية مع الولايات المتحدة وبحثت عن مصادر بديله للخبرات والمعدات العسكرية من البرازيل والصين وروسيا.
كذلك نبذ حكم تشافيز الاتجاه السياسي الاقليمى نحو المؤسسات التي تدافع عن الديمقراطية التشاركيه كبديل ارقى.
وبعد نجاحه في تحقيق الاستقرار الداخلي في اعقاب فوزه في استفتاء 2004على قيادته واكتساح الانتخابات المحلية والتشريعيه ،’ يركز شافيز على توصيل رسالته للمجتمع الدولى ، فقد اطلقت الحكومة الفنزويليه قمرا صناعيا بديلا باسم (TELESUR)
```
ليحل محل وسائل الاعلام الاميريكيه من قبيل CNN ،
```

كما تنظر الحكومة الفنزويليه لمشروعها الاعلامى البديل باعتباره إليه مهمه لتطويق دور الشركات الإعلامية الفنزويليه الخاصة التي تنظر إليها الحكومة باعتبارها معاديه للثورة .
وسعت فنزويلا لاستخذام ثروتها النفطيه في جلب الثأثير عن طريق شراء الديون الدولية لدول الجوار الاقليمى مثل الأرجنتين والإكوادور واستخدمت هذه الثروة اضا في تنشيط سياستها في امداد دول الكاريبى وأمريكا الوسطى بالبترول المدعم .
وقد اثارت هذه السياسة النزاع مع عدد من الدول المجاورة بسبب الاشتباه بأن حكومة شافيز تمول جماعات سياسية اما مشكوك بولائها (بوليفيا وبيرو) أو غير مواليه على الإطلاق (كولومبيا) للانظمه الديمقراطية المحلية.
وخلال الفترة ذاتها دخلت فنزويلا من الناحية الفعليه في تحالف مع كولومبيا التي اتسمت علاقتهما خلال العقدين الاخيرين بالتوتر ، واقامت تحالفا آخر مع كوبا؛ حيث تشكل الأخيرة لفنزويلا مصدرا للخبره التكنولوجيه المطلوبة لدعم الثورة البوليفاريه ، كما يساعد تدفق الأطباء والمعلمين والمدربين الرياضيين وخبراء الأمن الكوبيين إلى فنزويلا شافيز في الوفاء بمتطلبات جماهيره وناخبيه ، وعلى وجه الخصوص تمد كوبا فنزويلا بكادر يمكن التعويل عليه في البرامج الحكومية الجديدة للحد من الفقر. وفي المقابل تحصل كوبا على حوإلى 90 الف برميل من البترول يوميا اما بشروط دفع تفصيليه واما مقابل سلع.

## أميركا وفنزويلا.. المؤامرة والنفط
شأنها شأن باقى دول اميركا الجنوبية اقتضت الظروف والاوضاع الجيوستراتيجيه ، منذ بدايات القرن التاسع عشر ، ان تقبع فنزويلا داخل الفناء الخلفي أو الجنوبي للولايات المتحدة ، حسبما ورد في مبدا مونرو ، ومنذ استقلالها عن الإمبراطورية الإسبانيه في عام 1834، اضحت فنزويلا مصدرا لامداد الولايات المتحدة باحتياجاتها من البن والفواكه من خلال شركة الفواكه المتحدة التي كانت تقوم بنقل منتجات دول اميركا الجنوبية من البن والفواكه إلى واشنطن بابخس الاسعار .
ومع اكتشاف النفط في شمال شرقي فنزويلا بكميات هائله خلال النصف الأول من القرن المنصرم ، بات البترول يمثل متغيرا مهما في معادلة العلاقات الاميركيه-الفنزويليه ومع تفاقم المشكلة الاقتصادية والاجتماعية في فنزويلا وتفجر الازمات السياسية المتتابعه داخلها ، بدا الاميريكيون يستشعرون خطوره الاوضاع في هذا البلد وما يمكن أن تمثله من تهديد لامن واشنطن النفطى لذلك ادرجت وكالة الاستخبارات المركزية CIA
فنزويلا ضمن البؤر المهمة على خريطة نشاطاتها ، فاذا بها تحيك من المؤامرات وتدبر من الترتيبات والاجراءات والازمات المفتعله مايجعل الاوضاع الداخلية في هذا البلد تسير باتجاه المصالح النفطيه الاميريكيه ، تحت مظلة الجهود الاميركيه لمناهضة المد اليساري في أمريكا الجنوبية.
ومع وصول شافيز قمة السلطة في كراكاس وتبنيه سياسات مزعجه بالنسبة لواشنطن ، تفاقمت المخاوف الاميركيه ، التي تعززت مع تولى وزير النفط الفنزويلي روديجز منصب الأمين العام لمنظمة الدول المصدره للنفط، اوبك.
وقد ادرك شافيز استحالة القطيعة التامه أو العداء الحاد مع الاميركين ، فاذا كانوا في حاجه إلى نفطه ، فهو أيضا في امس الحاجة إلى استثماراتهم المباشرة وغر المباشرة التي تعتبر مصدر الجذب الرئيسى للاستثمارات العالمية الأخرى التي سبق أن غادرت فنزويلا على اثر ماشاعته واشنطن بشان غياب الاستقرار السياسى والاقتصادى في فنزويلا ، الأمر الذي اضطر شافيز إلى تخفيض قيمة العملة الوطنية بنسبة 50 % حتى يحتفظ باقل قدر ممكن من العملات الصعبة . وادرك شافيز الحاجة الماسه لمصافي النفط واعلن تعاون فنزويلا مع كل من سوريا وإيران في بناء مصفاه نفط جديده في سوريا بطاقة انتاجيه تصل إلى 150,000 برميل في اليوم في خطوه تبعث القلق في واشنطن .
وفي أحد المقابلات الصحافيه في دمشق قال شافيز ان سورا وفنزويلا «تمتلكان الرؤية السياسية نفسها» وتعهد بتقديم الدعم لسوريا كى يتمكنا سويا من مقاومة «العدوان الأمريكي الامبريإلى» كما اسماه
ان جزء من راى شافيز الظاهرى لمقاومة مايسميه الامبرياليه الإمريكية في العالم يبدا في بلده والتي ماتزال زبونها الأول في شراء النفط حينها.
ولكن شافيز عبر بوضوع عن رغبته بتقليص اعتماده على الدولار وتوسيع نطاق النفط الفنزويلي في بلدان مثل إيران وسوريا التي تمتلك نفس الايدولوجيه المعاديه للولايات المتحدة .
ولكن يري بعض المحللين انه على الرغم من انتقادات شافيز سياسات البيت الأبيض إلا أنت فنزويلا يجب أن تبقى مخلصه لعميلها الأول وذلك كى تحافظ على استمرار ثروتها ، ففنزويلا لا تستطيع الاعتماد على عقود صغيره نسبيا مثل التي ابرمتها مع الصين أو سوريا أو إيران قال المحلل روجر تيسوت المختص بامور الطاقة «ان الاحتمال الوحيد (لقطع التعامل مع أمريكا)هو العثور على سوق مربح مثل الموجود».

## شافيز العربي

### قصة العلاقات العربية –الفنزويلية
إذا كانت الروح الثوريه التي يمتلكها الزعيم الفنزويلي ملهمه لثورات أخرى في القارة اللاتينيه ، فانها دافعه لانجاز مرجله جديده في علاقات فنزويلا بشكل خاصوالقاره اللاتينيه بشكل عام مع الامه العربية ، وتعتبر مصر وسوريا ولبنان ومنظمة التحرير الفلسطينية من أكثر الدول العربية تمثيلا دبلوماسيا بسفارات مقيمه في عدة دول ، ومصر لها 13 سفارة مقيمة وهناك عشرات الاتفاقات الاقتصادية
وكانت العلاقات الاقتصادية العربية-الفنزويليه تتسم بالتواضع فعلى الرغم من ان منطقة الخليج العربي تمثل سوقا للعديد من المنجات اللاتينيه مقابل واراداتها من البترول من الدول العربية ، الا ان هذه الحركة لايزيد حجم التبادل التجارى عن 2,5 % فقط من حجم التعامل اللاتينى مع العالم.
المثير هو انه رغم تدنى مستوى العلاقات السياسية الاقتصادية القائم بين الجانبين ، ثمة وجود عربي قوى داخل اميركا اللاتينيه يرتبط بالجاليات الشاميه التي هاجر ابناؤها في شكل موجات واسعه إلى تلك الدول منذ نهايه القرن ال19 وبداية القرن ال20 ؛ نتيجه للعنف العثماني خاصة في الشام ووصل عددهم حوإلى 17 مليون من اصل عربي وفق احصاءات عام 2000
وكذلك توجد جاليه ذات اصول لبنانيه في البرازيل ومن اصول سوريه في الأرجنتين ومن اصول فلسطينيه في شيلى

### فنزويلا ترفض الحرب على العراق
خلال شهور الجدل والصراع الدبلوماسي التي سبقت الحرب بدت فنزويلا بعيده كل البعد عما يحدث . فقد كان شافيز مشغولا بمحاولاتة للسيطرة على زمام الامور في بلاد شارفت على حرب أهلية وسط معارضين استخذموا حملة الاضرابات في عدد من القطاعات الحيوية كالبترول في محاوله لتركيعه واجباره على التنحى عن منصبه كما لم تظهر أي صدى للمسيرات الدولية المعارضة للحرب في شوارع فنزويلا التي سادته مصادمات عنيفه بين مناهضى شافيز ومؤيديه .
ولكن بعد يومين من بدء الهجوم الاميركى البريطانى على العراق 2003 خرج شافيز عن صمته مهاجما ماوصفه بالعدوان الاميركي على الشعب العراقي وتحدث بلغه انتقاديه شرسه لم يجرؤ ايا من زعماء اميركا اللاتينيه رغم اتفاق اغلبهم على رغض الحرب ترديد مفراداتها فقد ظهر في برنامجه الاسبوعى ممسكا بصورة طفل مصاب عراقي جراء القصف وندد بالحرب الاميركيه في أفغانستان كما سخر من غباء «القنابل الاميركيه» الذكية التي ضلت سبيلها إلى الاحياء السكنية وهكذا أصبح العراق أحد أبرز القضايا الخلافيه بين الوحش اليسارى تشافيز وواشنطن

### شافيز والعلاقات العربية اللاتينية
إذا كان الرئيس البرازيلى اينا سيولول هو صاحب مبادرة إنشاء قمه للحوار اللاتينى العربي، بعدما زار مصر وسوريا ولبنان 2003وعقدت أول قمه 2004 الا ان شافيز كان أكثر ديناميكيه عندما دفع العلاقات على الطريقة السريعة من خلال مواقف ثوريه اعادت الوهج مره أخرى لعصر الثورات وحركات التحرر الوطنى التي سادت حقبة الخمسينات
عندما كان عبد الناصر يقود مصر، وكاسترو في كوبا، ونهرو في الهند ، وماوتس تنج في الصين ، وجوزيف بروزتيتو في حكم يوغوسلافيا فتشكلت دائره من الزعامات الوطنية المستقله .
الراديكالية الجديدة :
إذا كان صعود الثورة الكوبيه في الخمسينات من القرن الماضي قد شكل تحولا مهما في الخارطة السياسية في أمريكا اللاتينيه لجهة النزوع نحو المزيد من الاستعمار بصوره المختلفة ، ومواجهة الهيمنة الاميريكيه التي غذت ظاهرة الانقلابات العسكرية فان صعود شافيز على سده الحكم مثل طفره مهمة الاشتراكية الثوريه ، سواء على صعيد صفاء الرؤية الاستعماريه أو تقديم الدعم لحركات التحرر فالامكانات التي يتيحها النفط الفنزويلي ماديا وفرت الفرصة للتكامل مع الخبرات الكوبيه خاصة في المجالين الطبى والتعليمى كي تقد نموذجا لتعاون الجنوب-الجنوب ويشمل كوبا-فنزويلا-شيلى-الإكوادور وذلك بعد فوز الزععيم اورتيجا في كوبا ورافاييل في نيكاراجوا شتاء 2006

### رفض السياسات النيوليبرالية
مما يزيد من أهمية اعلان الزعيم البوليفي موراليس ان هذا القرار ياتى في اطار رفض بوليفيا السياسات النيوليبراليه التي تفرضها الراسماليه الإمريكية ومن ورائها المؤسسات الاقتصادية الدولية كصندوق النقد الدولى والبنك الدولى ومنظمة التجارة العالمية تلك السياسات المعروفة بالتكيف الهيكلى ويتمثل جوهرها في اطلاق الحرية الكاملة لاليات السوق في تحديد اتجاهات الاستثمار والإنتاج واطلاق حريه تحديد السياسات النقديه والمصرفيه والجمركيه سياسات الاجور وتصفية شركات القطاع العام...الخ ، وقد أعلن الرئيس البوليفي ان هذه السياسات النيوليبراليه هي سبب افقار الشعوب الناميه وتردى احوالها الاقتصادية والاجتماعية

## الفقراء يريدون الديكتاتورية

### إعادة انتخاب هوجو تشافيز
في الساعات الأولى من صباح الأحد 3 ديسمبر 2006 كانت فنزويلا تستيقظ بين احضان الورد كي تستعيد رسم ابتسامه على شفتى مستقبلها كواحده من المناهضة للسيطرة الاميريكيه فقد توجه 16 مليون ناخب لصناديق الاقتراع للاختيار بين مانويل روزاليس
والذي يحظى بدعم رجال الأعمال واصحاب مكاتب الاستيراد والتصدير وكبار ملاك الأراضي كما يحظى بدعم أمريكا بالطبع وكان من أهم قادة الانقلاب ضد شرعية شافيز والذي احبطه الفقراء والمهمشين الذين هبوا للدفاع عن شافيز والذي هو نفسه المرشح الثاني
اختار الفقراء في فنزويلا الرئيس هوجو شافيز في الاستفتاء الذي جرى على بقائه في السلطة أو عزله. كانت المعارضة قد اتهمته بالديكتاتورية والاستبداد وطالبت بعزله، ووفقا للدستور فقد جرى استفتاء عام حصل فيه شافيز على 58% من الاصوات مما مثل صدمة للمعارضة الفنزويلية خاصة ان الاقتراع كان المحاولة الأخيرة للمعارضة لخلع شافيز الذي يحكم فنزوبلا منذ عام 1998.
ومن تابع تطورات فنزويلا على مدى السنوات الثلاث الماضية يلحظ حالة مستمرة من عدم الاستقرار السياسي بسبب انقسامات حادة بين الرأي العام هناك بين مؤيد لشافيز ومعارض له، وتركزت الانتقادات في كونه صديقاً فيدل كاسترو رئيس كوبا السابق الدولة الوحيدة تقريبا في العالم اليوم التي لاتزال تحافظ على تراث الشيوعية رغم انها لم تعد مفيدة بأية حال من الاحوال لأي مجتمع من المجتمعات، وصداقة شافيز لكاسترو فتحت المجال للمعارضة لاتهامه بأنه يريد تحويل فنزويلا إلى كوبا أخرى، فضلا عن اثارة العداء مع الولايات المتحدة.
المراقبون اهتموا بالتطورات الفنزويلية ليس فقط من منطلق هذه الصداقة مع كوبا وتأثيرها على الحياة السياسية والاقتصادية في أمريكا اللاتينية، وانما لثقل فنزويلا في سوق النفط العالمية باعتبار انها تحتل المرتبة الخامسة في منظمة اوبك من حيث حجم الإنتاج، ولديها أكبر احتياطي من النفط في العالم خارج الشرق الأوسط.
ولا شك ان عدم الاستقرار السياسي هناك اقلق سوق النفط العالمية إلى حد كبير خاصة ان الاستفتاء جرى في وقت تعاني فيه سوق النفط من ارتفاع كبير في اسعار برميل النفط لم يحدث منذ الازمة النفطية الأولى عام 1974 بسبب تدهور الاوضاع الأمنية في العراق، حيث ارتفعت الاسعار إلى ما يزيد على الاربعين دولارا للبرميل، واتهمت المعارضة شافيز بأنه من الصقور داخل اوبك، ولكنه رد عليها بأن وصولهم إلى السلطة يمكن أن يرفع اسعار النفط لما يقرب من المائة دولار استنادا إلى أن المعارضة الفنزويلية تمثل كبرى الشركات الراسمالية هناك الجانحة إلى تحقيق ثروات طائلة، وفور اعلان فوزه تعهد شافيز بأن تضمن بلاده استقرار النفط العالمي، وقال (اؤكد لدول منظمة اوبك ان حكومتي ستضمن استقرار سوق النفط العالمية).
وكانت الولايات المتحدة هي أكثر الاطراف الدولية قلقا على ما جرى في فنزويلا حيث لا تخفي رفضها لبقاء شافيز في سدة الحكم، والمعروف ان المعارضة لنظام شافيز ادت إلى انقلاب عسكري عام 2002 لم يستمر بضعة أيام اعترفت به الولايات المتحدة على وجه السرعة مما اوقعها في حرج كبير وزاد من شعبية شافيز الذي استطاع مؤيدوه آنذاك ان يعيدوه إلى السلطة سريعا من خلال المظاهرات الضخمة التي عمت شوارع فنزويلا. وتستورد الولايات المتحدة كميات ضخمة من احتياجاتها النفطية من فنزويلا وتريد نظاما في كاراكاس يضمن تدفق هذه الاحتياجات بشكل مستقر ودون رفع للأسعار والتدخل من وقت إلى آخر لإعادة الاستقرار لسوق النفط دون الحاجة إلى الضغط على دول الخليج النفطية لزيادة انتاجها خاصة في ظل ان امكانيات هذه الدول لرفع الإنتاج مقيدة بضوابط فنية لا تساعد على زيادة المعروض بسهولة كما تريد الولايات المتحدة، فضلا عن انها لا تود بالطبع ان تبدو طرفا يستجيب دائما لمطالب الولايات المتحدة.
وسر بقائه في السلطة يرجع إلى انحيازه للفقراء وهم الذين يمثلون شريحة ضخمة من المجتمع الفنزويلي، ومنذ وصوله إلى السلطة اصطدم مع كبار الرأسماليين في فنزويلا وهم المتحكمون في صناعة النفط إلى حد ايقافه لصادرات النفط بعض الفترات متحديا مطالب هؤلاء من اصحاب الشركات العملاقة، وحدثت اضطرابات ضخمة في فنزويلا بسبب سياساته الاقتصادية المركزية وزيادة الإنفاق الحكومي لصالح الطبقات المعدومة، واضرت هذه السياسات ليس بالاغنياء فقط وانما بالطبقة الوسطى التي وجد ابناؤها انفسهم في الشارع بعد توقف نشاط العديد من الشركات الكبرى العاملة في صناعة النفط أو الخدمات المرتبطة بها، ولكن الفقراء كانوا أكثر الناس سعادة بحكم شافيز ويقول مؤيدوه انه أول زعيم في فنزويلا منذ عقود طويلة يضع حقوق الفقراء على رأس اولوياته، وتجمع الآلاف من الفقراء حول القصر الجمهوري وقت اعلان فوز شافيز مجددا بثقة الشعب وهزيمة المعارضة، وخرج لهم شافيز وحياهم على طريقة زعماء الستينيات واعدا مجددا بالكثير من اجل الدفاع عن حقوقهم.
المشكلة الآن ان فنزويلا منقسمة في حقيقة الأمر بين فريقين من المواطنين مؤيدين ومعارضين بشدة لبقاء شافيز في الحكم، وليس من المستبعد أن تشهد فنزويلا مرحلة جديدة من عدم الاستقرار أكثر شراسة من قبل خاصة ان المعارضة تشعر بثقل الهزيمة وهي التي راهنت على أن الاستفتاء الاخير هو آخر محاولة لخلع شافيز ولكنها فشلت، ووفقا لتقديرات المراقبين فإن هناك أعمال عنف متوقعة ستعصف بفنزويلا إذا اصرت المعارضة على اتهامها للجماعات التي ادارت عملية الاقتراع بأنها تلاعبت في النتيجة لصالح شافيز. والمعروف ان الاستفتاء جرى تحت اشراف مراقبين دوليين بمن فيهم الرئيس الأمريكي السابق جيمي كارتر ومنظمة الدول الأمريكية، وقد أعلن كارتر بنفسه ان الاقتراع تم بشكل نزيه، ولكن سلامة تقارير المراقبين من عدمها لن تكون عاملا يمنع اندلاع العنف استنادا إلى الخبرة السياسية في أمريكا اللاتينية التي تتأثر بنفوذ اصحاب المصالح والقوات المسلحة أكثر مما تتأثر بنتائج صناديق الاقتراع، وليس من المستبعد أن تقع محاولات انقلابية جديدة في فنزويلا مدعومة بتدخل خارجي أو اضطرابات واعمال عنف تقودها المعارضة دفاعا عن مصالحها التي باتت مهددة بالفعل بأن تصل إلى أدنى مستوياتها ان لم تنعدم، كما يجب أن يؤخذ في الاعتبار ان صناعة النفط الفنزويلية ذاتها باتت مهددة بالانهيار بسبب الخلافات الرئيسية بين الحكومة ورجال الأعمال والشركات الكبرى العاملة في هذا المجال وخدماته ومن ثم فإن قدرة شافيز على الوفاء بوعده لأمريكا بالحفاظ على استقرار الاسعار يحوم حولها الشك استنادا إلى أن القدرات التصديرية لفنزويلا يمكن أن تتراجع في ظل استمرار هذه الخلافات.لقد نجح شافيز سياسيا ولكنه أصبح في مواجهة ازمة اقتصادية طاحنة يمكن أن تقضي على هذا الانتصار، وليس معروفا بالضبط ما الذي سيفعله الزعيم الفنزويلي لتجسيد العبارة التي نطق بها امام انصاره المهنئين بالفوز وقال فيها : انه من المستحيل إلغاء هذا النصر.
استحالة إلغاء هذا النصر تفرض العمل بحلول وسط مع المعارضة وليس الصدام معها، فمهما تكن قوة الاجراءات التدخلية التي ستتبعها حكومة شافيز مستقبلا للسيطرة على صناعة النفط وتوجيهها وتصحيح الاوضاع الاقتصادية، فإنها ستظل عاجزة عن تحقيق المصلحة العامة للقطاعات العريضة من الطبقة الوسطى التي هي عماد كل اقتصاد حقيقي. وفي الوقت نفسه فإن قوة المعارضة ونفوذها لن يصل إلى حد الإطاحة بشافيز سياسيا، ولو حدث ذلك بتدخل خارجي فإن فنزويلا ستتحول إلى كوبا جديدة بالفعل بالنظر إلى قوة تأثير الفقراء. ولهذا الحاجة ملحة إلى حل وسط من الجانبين حرصا على استقرار فنزويلا ونموها الاقتصادي. ان للرأسمالية المتوحشة حدودا لا يجب أن تتخطاها مهما تكن قوة الشركات المتعددة الجنسيات وايا كان تاثير الولايات المتحدة في قيادة الاقتصاد العالمي، فالمقابل لذلك هو الفوضى وعدم الاستقرار، بل وتدعيم الديكتاتورية والاستبداد، فمن لم يجد قوته اليومي سيختار الديكتاتورية مهما تكن قسوتها، ومن يتصور ان العولمة تملك بذاتها القدرة على البقاء والاستمرار والانتشار يصبح واهما، لأن الجذور الوطنية هي من القوة بحيث تصبح قضية وجود قومي يدافع عنه قطاع عريض من الناس هم في حزام الفقر.

## المقولات الخالدة
- أكبر خطر على كوكب الأرض هو حكومة الولايات المتحدة الأمريكية.
- يجب أن نواجه الخاصة الأثرياء الذين دمروا جزءاً كبير من العالم.

## الحالة الصحية
في الثلاثين من يونيو عام 2011، صرح تشافيز في خطاب متلفز، صور في هافانا في كوبا، أنه في فترة نقاهة بعد عملية جراحية قام بها في العاشر من يونيو من أجل بتر ورم سرطاني أصابه.
أصيب بمرض السرطان. وبدا أثر العلاج الكيميائي عليه حيث سقط شعره.

## الفلسفة السياسية

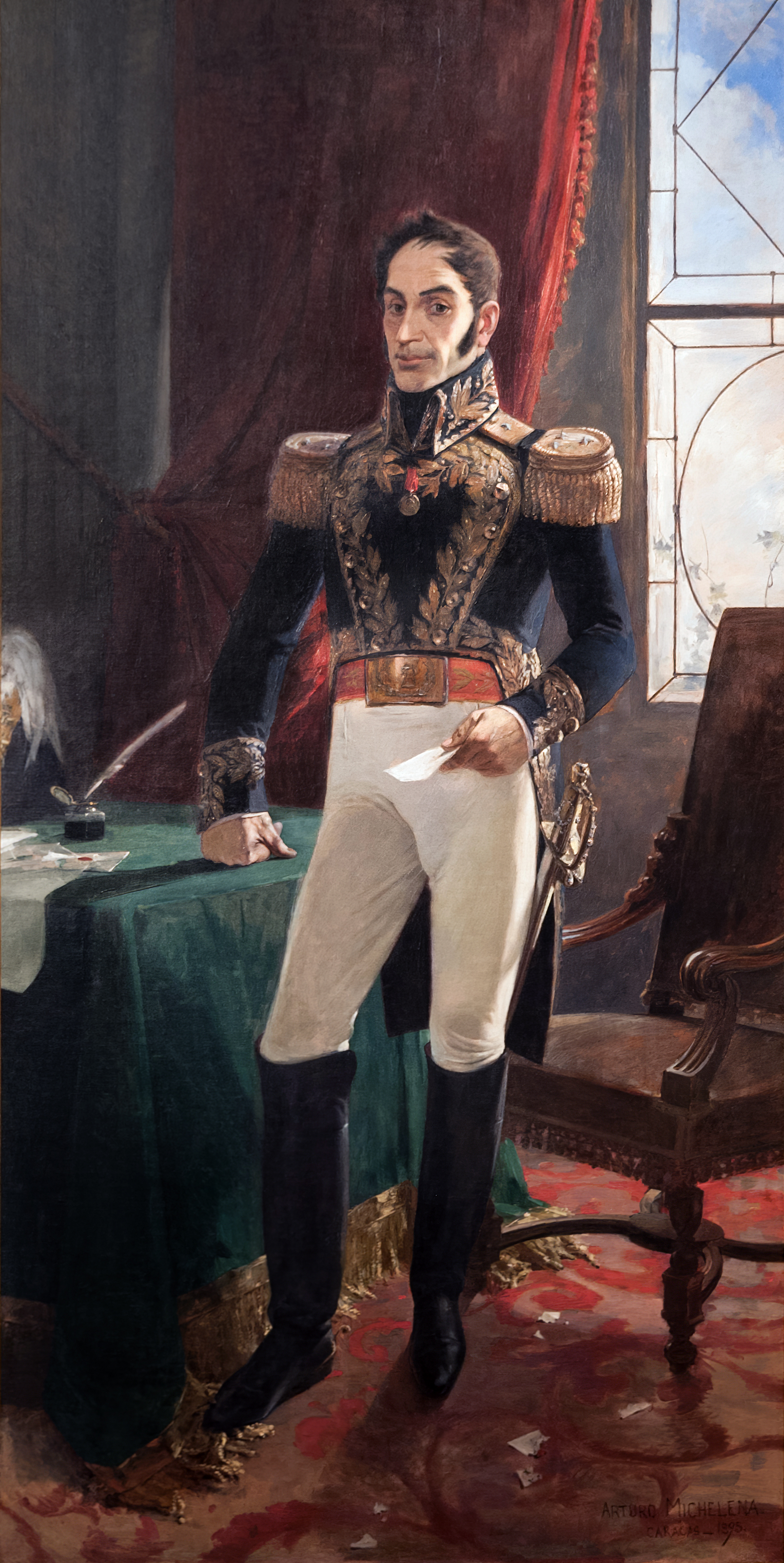
الجنرال والسياسي سيمون بوليفار والذي عاش في القرن التاسع عشر. تشكل شخصية هذا الجنرال أساس أفكار شافيز.

### وسائل الإعلام والصحافة

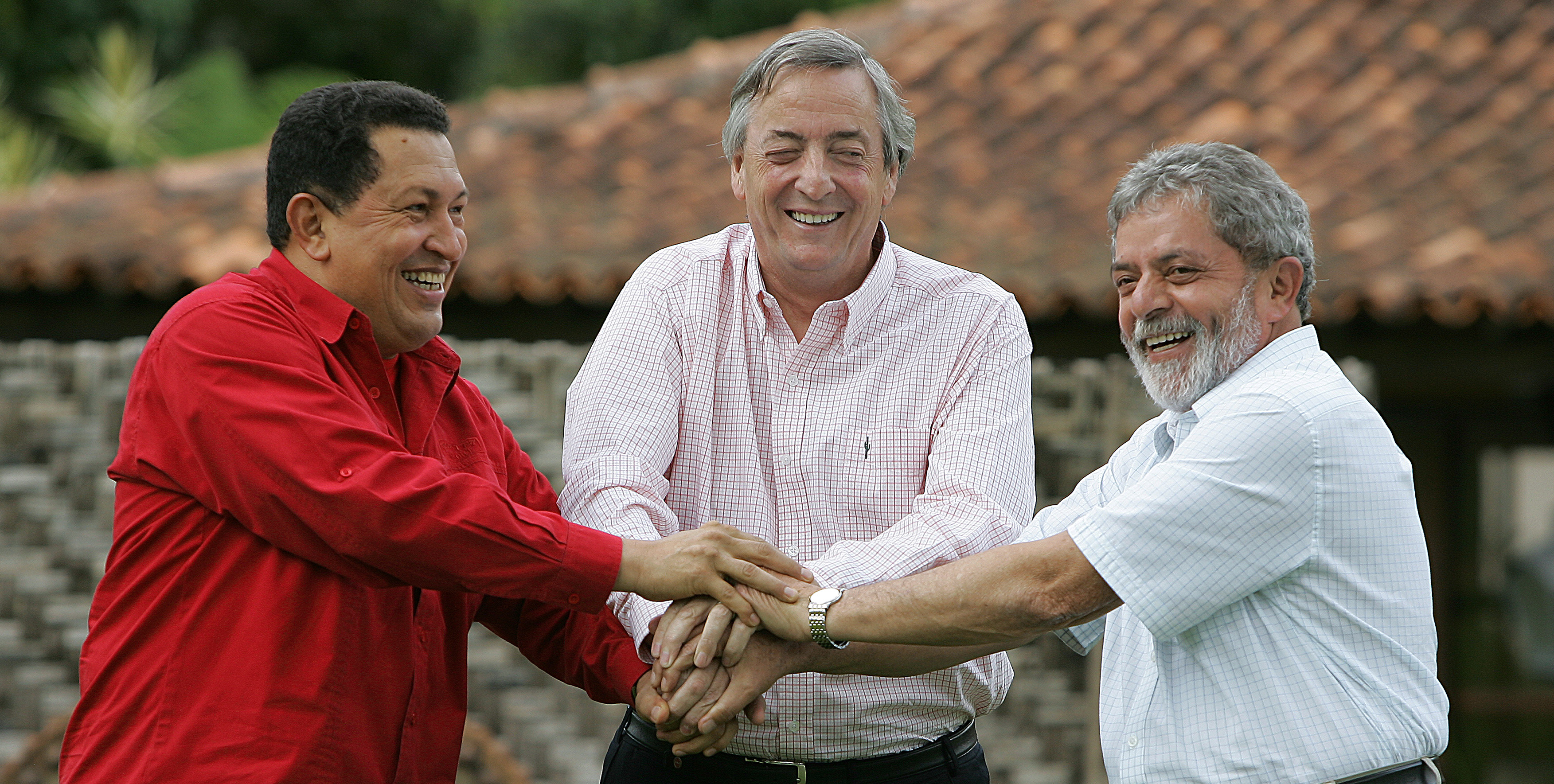
شافيز مع رئيسي البرازيل والأرجنتين.

## نظرة عامة إلى سياسة شافيز

### السياسة الخارجية

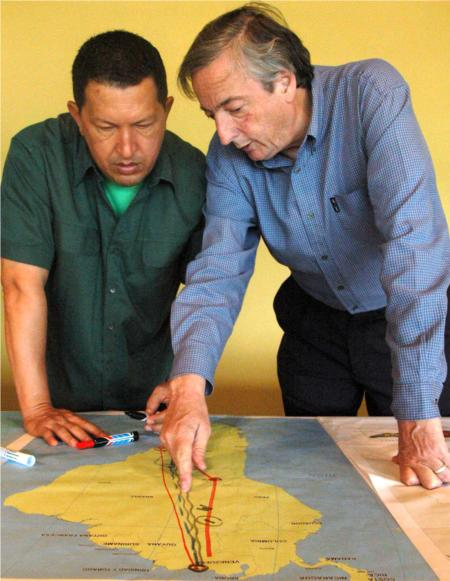
شافيز ورئيس الأرجنتين آنذاك نيستور كيرشنير يتناقشان مشاريع التكامل لدول أمريكا الجنوبية في مجالي التجارة والطاقة. التقيا في الواحد والعشرين من نونبر عام 2005 في فنزويلا.

#### هوغو شافيز والولايات المتحدة
تعد فنزويلا -رابع منتج للنفط في العالم- ثاني أكبر مصدر للولايات المتحدة الأميركية. إلا أن الولايات المتحدة غير راضية عن شافيز لعدة أسباب، منها علاقته الخاصة بالرئيس الكوبي فيدل كاسترو، وزيارته للعراق وليبيا، وانتقاده قصف أمريكا لأفغانستان في حربها ضد طالبان والقاعدة، والتزامه الحياد في حرب النظام الكولومبي ضد الثوار الشيوعيين.

#### هوغو شافيز وإسرائيل
إبان العدوان الإسرائيلي على غزة أعلنت حكومة شافيز أن السفير الإسرائيلي شخص غير مرغوب بوجوده على الأراضي الفنزويلية، كما سحب شافيز السفير الفنزويلي من إسرائيل وأعلن أنه خفض مستوى التمثيل مع تل أبيب إلى حده الأدنى لقوله أنه لا فائدة من التعامل مع إسرائيل.
وقال شافيز:
| هوغو تشافيز | "ينبغي جر الرئيس الإسرائيلي إلى محكمة دولية ومعه الرئيس الأميركي، لو كان لهذا العالم ضمير حي. يقولون إن الرئيس الإسرائيلي شخص نبيل يدافع عن شعبه! أي عالم عبثي هذا الذي نعيش فيه؟". | هوغو تشافيز |

.

## شعبيته الواسعة
أثارت حملات الإصلاح الواسعة التي أطلقها تشافيز الجدل في فنزويلا وخارجها، متلقية النقد والترحيب، وتراوحت الآراء بين كونه أمد الفقراء باحتياجاتهم وبين أنه أساء إدارة الاقتصاد. وعلي الصعيد العالمي عرف تشافيز بعدة دعوات لخلق علاقات وطيدة بين الدول الأكثر فقرا في العالم، بدءا بدعوة للتكامل في أمريكا الجنوبية وإلى دعوته لحلف أفريقي- كاريبي- جنوب أمريكي، كما أن صرح في عدة مناسبات دعمه لكفاح الشعب الفلسطيني واللبناني ودعم الجمهورية الإسلامية الإيرانية، وندد بإسرائيل والولايات الأمريكية المتحدة. كما تتمتع حكومته بعلاقات جيدة بالدول العربية.

## وفاته
أعلن رسميا عن وفاة هوغو تشافيز في يوم الثلاثاء 5 مارس 2013 بعد صراع مرير مع مرض السرطان.

### ردود فعل دولية
فنزويلا أعلنت الحكومة الفنزويلية الحداد سبعة أيام، وإقامة مراسم الجنازة يوم الجمعة، كما نشرت الجيش وقوات الشرطة في البلاد من أجل «ضمان السلام» بعد الإعلان عن وفاة الرئيس. وقال نائب الرئيس نيكولاس مادورو في بيان إلى كل وسائل الإعلام في البلاد : إن «كل القوات الوطنية المسلحة البوليفارية والشرطة الوطنية البوليفارية تنتشر في هذا الوقت لمواكبة وحماية شعبنا وضمان السلام».
 كولومبيا أعربت كولومبيا عن «حزنها العميق» لوفاة الرئيس الفنزويلي هوغو تشافيز بعد صراع مع السرطان، مذكرة بأنه قدم دعماً مهماً لعملية السلام مع متمردي حركة فارك. وقالت وزيرة الخارجية الكولومبية ماريا انغيلا هولغوين في بيان «نشعر بحزن عميق. لقد عملنا بشكل جيد مع الرئيس تشافيز. اعتقد أن هذا الأمر كان خلال العامين الماضيين علاقة جيدة ولقد تقدمنا كثيراً». وأضافت أن الرئيس تشافيز قدم «دعماً مهماً جداً لمسيرتنا السلمية»، مضيفة «فليرقد بسلام لأنه عانى من مرض طويل وعضال».
أبدى رئيس كولومبيا خوان مانويل سانتوس أسفه العميق، مذكّرا بالوساطة التي قام بها شافيز بين الحكومة الكولومبية وجبهة «فارك» اليسارية الكولومبية المتمردة.
 الولايات المتحدة أعلن الرئيس الأمريكي باراك أوباما أن الولايات المتحدة تدعم الفنزويليين بعد وفاة رئيسهم تشافيز، وأعرب عن الأمل في إقامة «علاقات بناءة» مع الحكومة الفنزويلية الجديدة في «فصل جديد» من تاريخها. وقال أوباما «في هذه اللحظة الصعبة بعد وفاة الرئيس هوغو تشافيز، تجدد الولايات المتحدة دعمها للفنزويليين ولمصلحتها في تطوير علاقات بناءة مع الحكومة الفنزويلية».
 فرنسا عزّت الرئاسة الفرنسية من جهتها الفنزويليين، وقالت إن شافيز ترك أثرا عميقا في بلاده 
 تونس أعلنت رئاسة الجمهورية التونسية في بيان رسمي لها أن رئيس الجهورية التونسية ""عبر عن بالغ تعازيه لأسرته ولشعبه بهذا المصاب الجلل"" وكذلك أشاد رئيس الجمهورية ""بدوره البارز في إرساء سياسة اجتماعية أكثر عدالة في بلاده وانتصاره لقضايا شعبه الرئيسية وخاصة في معركته ضد الفقر والتهميش، معتبرا أنّ التاريخ سيذكر خصال الرئيس الراحل واسهاماته في تحقيق التكامل والاندماج بين دول أمريكا اللاتينية ودفاعه الثابت عن القضية الفلسطينية"". 
 البرازيل قالت رئيسة البرازيل ديلما روسيف إن وفاة شافيز خسارة لا تعوض، ووصفته بأنه صديق للشعب البرازيلي وأميركي لاتيني عظيم.

قال الرئيس السابق لولا داسيلفا إن شافيز كان يناضل من أجل عالم أكثر عدالة.
 بوليفيا عبر الرئيس البوليفي إيفو موراليس عن صدمته لوفاة صديقه، وقال إنه سيتوجه قريبا إلى فنزويلا.
 الإكوادور في الإكوادور التي يرأسها رافائيل كوريّا -وهو يساري حليف لشافيز- أبدت الحكومة حزنها لوفاة الرئيس الفنزويلي، ووصفته بالقائد التاريخي.
 نيكاراغوا
قالت نيكاراغوا التي أشرف رئيسها دانيال أورتيغا على حفل لتأبين شافيز، إن أمثال الرئيس الفنزويلي الراحل لا يموتون.
 تشيلي أشاد رئيس تشيلي سيباستيان بينيرا بجهود شافيز لتوحيد أمريكا اللاتينية.
 كوبا في كوبا -وهي حليف آخر لفنزويلا- قطع التلفزيون الرسمي برامجه العادية، وبث صورا لشافيز وردود الأفعال على وفاته.

## روابط خارجية
- هوغو تشافيز على موقع IMDb (الإنجليزية)
- هوغو تشافيز على موقع الموسوعة البريطانية (الإنجليزية)
- هوغو تشافيز على موقع مونزينجر (الألمانية)
- هوغو تشافيز على موقع ألو سيني (الفرنسية)
- هوغو تشافيز على موقع إن إن دي بي (الإنجليزية)